# 長康邨

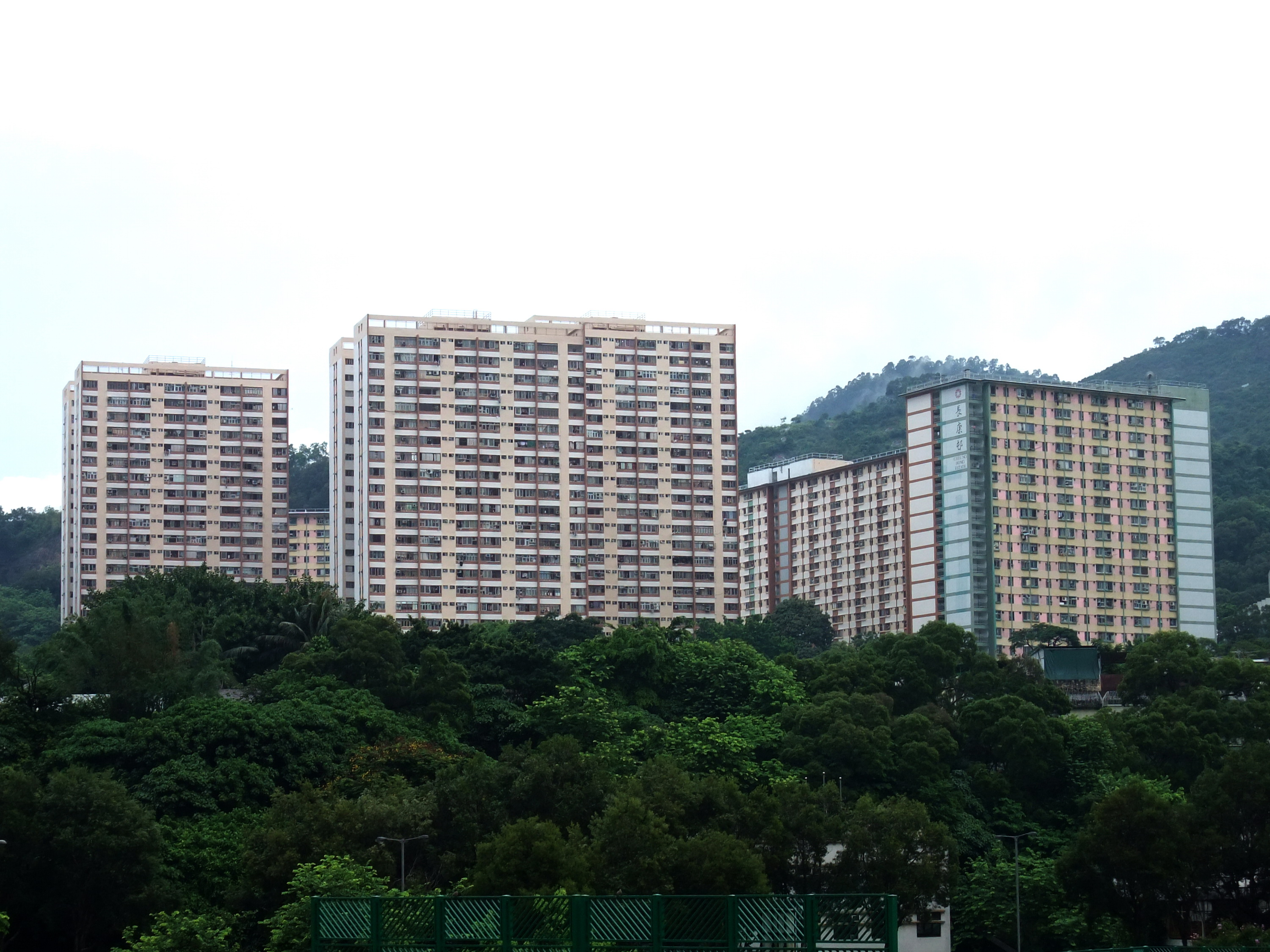
長康邨

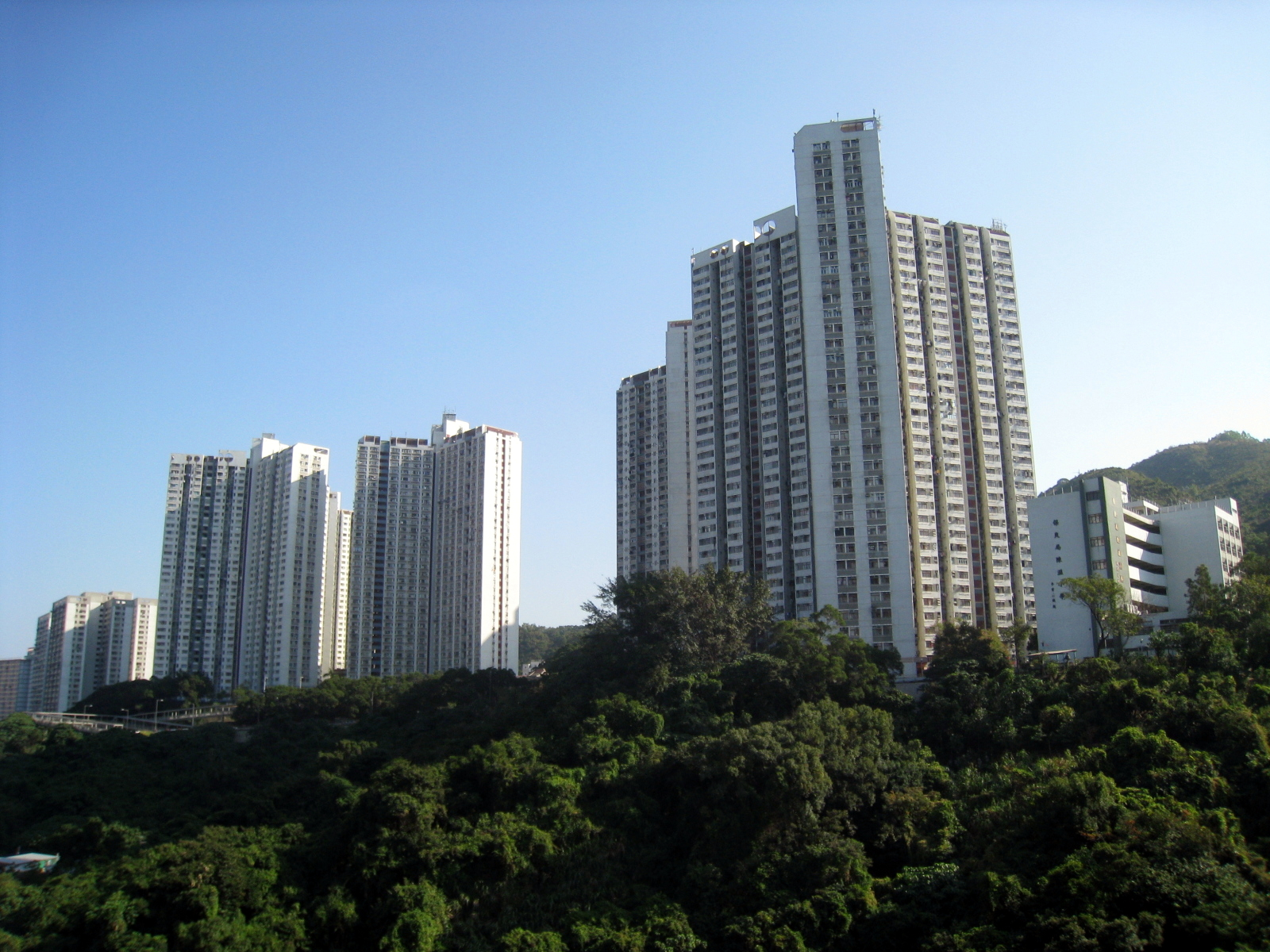
長康邨第四和五期Y型樓宇

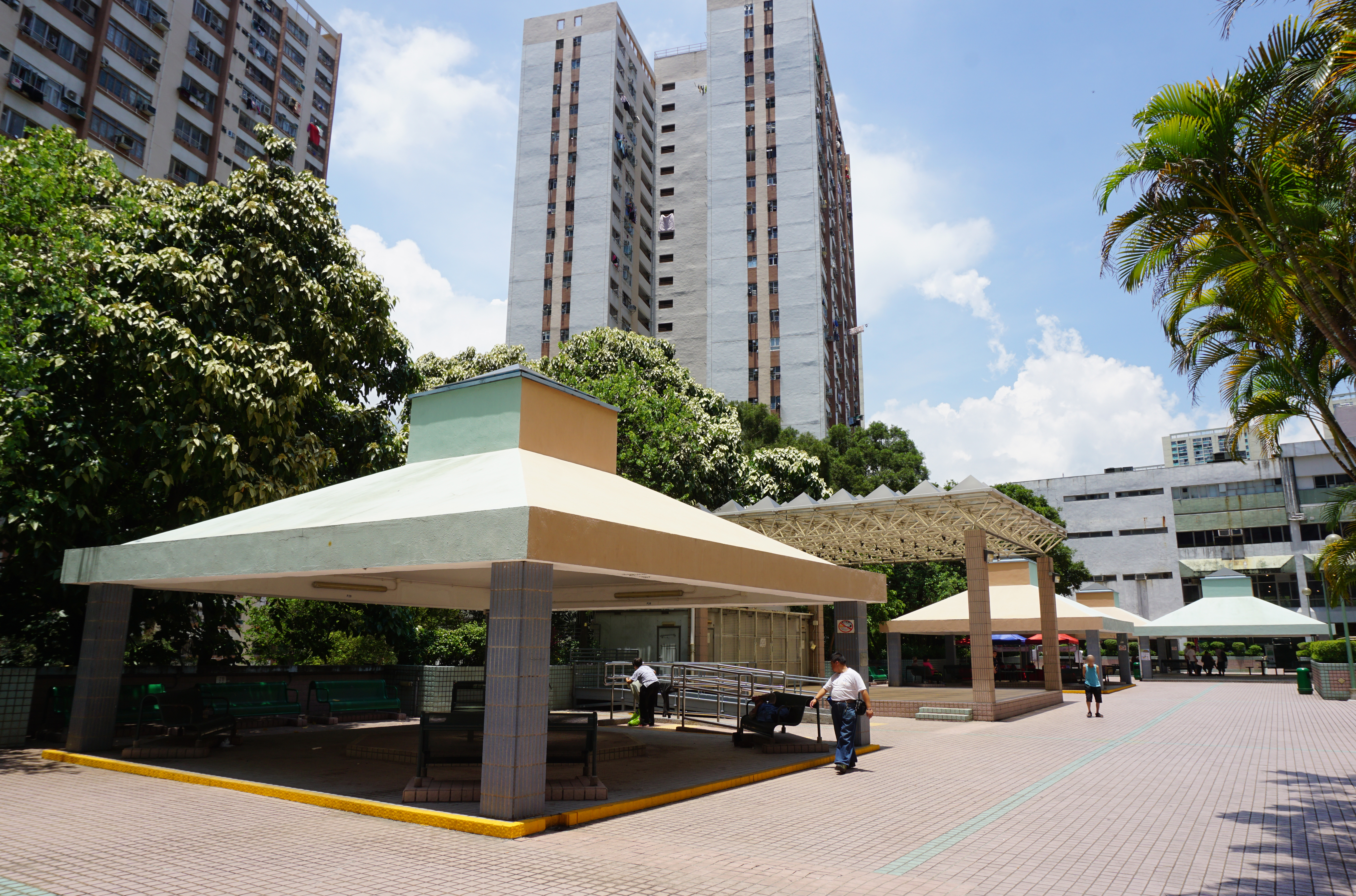
長康邨休憩空間

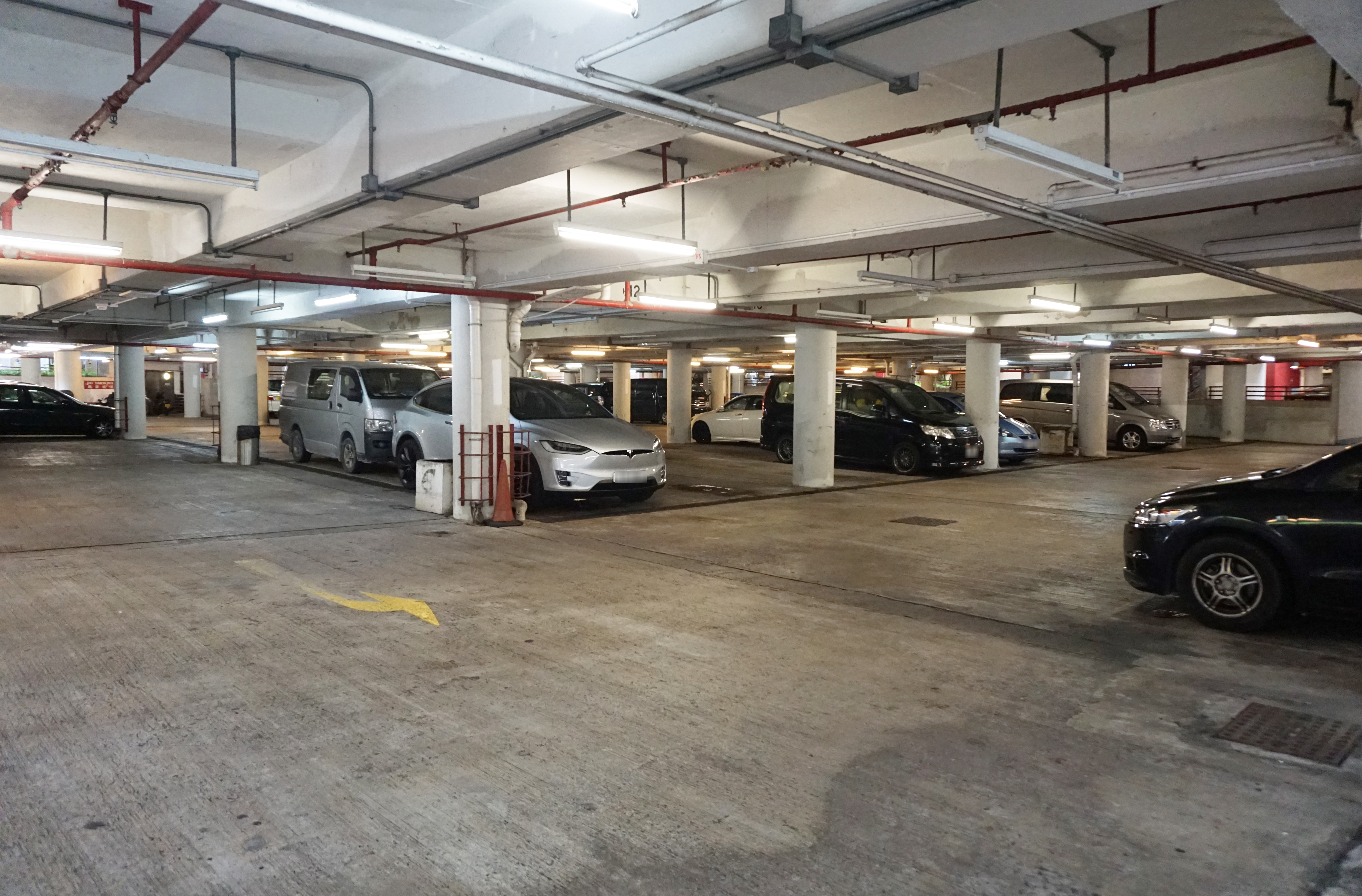
長康邨停車場

長康邨（英語：Cheung Hong Estate）是香港的一個公共屋邨，位於香港葵青區青衣島中部，長青邨以西，屬青衣島內最大型的公共屋邨，由香港房屋委員會負責屋邨管理，英華清潔服務有限公司負責提供潔淨服務。
青盛苑（英語：Ching Shing Court）是居者有其屋計劃的屋苑，為青衣島首個居屋屋苑，位於長康邨康豐樓的東南面。

## 歷史
長康邨初期屬長青邨發展計劃的擴展部份，直至較新的部份於1979年落成，因屋邨管理上的需要，遂把較新落成的H至N座樓宇，分拆並易名為長康邨及長康商場方便管理；其後到1985至1986年間，長康邨P至S座的Y型大廈部份、O座青盛苑以及青華苑相繼落成，有大量居民遷入，而房委會亦預計到該部份的居民對商場及社康設施的需求大幅增加，原有設施也顯得不敷應用，故此在長康邨Y型樓宇部份，增設長康第二商場（各座Y型樓宇3樓設有出口通往商場）、一系列社康設施（如：學校、熟食亭、社福機構租用單位、室內體育館及有蓋巴士總站等），還建設一個行人天橋網絡，貫通各座Y型大廈3樓入口、青盛苑二樓、青華苑及以小徑及天橋連接長康邨原有部份的康和樓6樓，以全盤計劃去一次過解決居民上下山及社康設施不足的問題。
長康邨三期亦是26座問題公屋醜聞中葵青區受影響屋邨居民的指定安置屋邨（另兩個是大圍顯徑邨，已於2000年起拆售，以及長安邨）。
青盛苑原為長康邨康清樓（O座），在入伙前選為居屋屋苑，與同款大廈均只向綠表人士發售，與康豐樓和康美樓同樣採用Y2型設計，但青盛苑的用料則較為高級，在長康邨設有一道天橋連接青盛苑二樓大堂以及長康邨其他Y型樓宇、以至長康第二商場，全苑設有一座34層高樓宇，地下、1樓及2樓的17-24室為社會福利機構租賃單位，於1985年落成。

## 屋邨資料

### 樓宇

#### 長康邨
現時本邨已納入升降機優化計劃當中。
| 樓宇名稱（座號）          | 樓宇名稱（座號）              | 樓宇類型                               | 落成年份 | 樓宇層數（住宅層數） | 每層伙數                              | 每座單位總數（伙） | 承建商           | 提供升降機的廠商 （更換前） | 提供升降機的廠商 （更換後） | 期數 | 原定所屬樓宇 |
| ------------------------- | ----------------------------- | -------------------------------------- | -------- | -------------------- | ------------------------------------- | ------------------ | ---------------- | --------------------------- | --------------------------- | ---- | ------------ |
| 康榮樓（H座）   | 康榮樓（H座）       | 單座工字型 （第一代設計）              | 1980年   | 26                   | 15 14（14樓）                         | （待補）           | 有成建築         | 奧的斯 SPEC IV（AC/2）      | 蒂森克虜伯 GD （VVVF）      | 1    | 長青邨第三期 |
| 康華樓（I座）   | 康華樓（I座）       | 雙連座工字型 （第一代設計）            | 1979年   | 28                   | 30（2-26樓） 15（26-28樓） 14（14樓） | （待補）           | 有成建築         | 奧的斯 SPEC IV（AC/2）      | 蒂森克虜伯 GD （VVVF）      | 1    | 長青邨第三期 |
| 康富樓（J座）   | 康富樓（J座）       | 雙連座工字型 （第一代設計）            | 1979年   | 26                   | 30（2-26樓） 15（26-28樓） 14（14樓） | （待補）           | 有成建築         | 奧的斯 SPEC IV（AC/2）      | 蒂森克虜伯 GD （VVVF）      | 1    | 長青邨第三期 |
| 康貴樓（K1座）  | 康貴樓及康和樓升降機塔（K座） | 舊長型大廈 （中央走廊式，連接C+連接C） | 1980年   | 19                   | 40（合共80）                          | （待補）           | 有成建築         | 美善高 （AC/2）             | 蒂森克虜伯 GD （VVVF）      | 1    | 長青邨第三期 |
| 康和樓（K2座）  | 康貴樓及康和樓升降機塔（K座） | 舊長型大廈 （中央走廊式，連接C+連接C） | 1980年   | 19                   | 40（合共80）                          | （待補）           | 有成建築         | 美善高 （AC/2）             | 通力 MiniSpace（VVVF）      | 1    | 長青邨第三期 |
| 康泰樓（L座）   | 康泰樓（L座）       | 舊長型大廈 （中央走廊式，連接F）       | 1982年   | 19                   | 40                                    | （待補）           | 有成建築         | Sabiem（乘賓） （AC/2）     | 蒂森克虜伯 GD （VVVF）      | 2    | 長青邨第三期 |
| 康平樓（M座）   | 康平樓（M座）       | 單座工字型 （第三代設計）              | 1984年   | 26                   | 15 14（14樓）                         | （待補）           | 有成建築         | Sabiem（乘賓） （AC/2）     | 通力 MiniSpace（VVVF）      | 3    | 長青邨第三期 |
| 康安樓（N1座）  | 康安樓（N1座）      | 雙連座工字型 （第三代設計）            | 1984年   | 28                   | 30（2-26樓） 15（26-28樓） 14（14樓） | （待補）           | 有成建築         | Sabiem（乘賓） （AC/2）     | 通力 MiniSpace（VVVF）      | 3    | 長青邨第三期 |
| 康盛樓（N2座）  | 康盛樓（N2座）      | 雙連座工字型 （第三代設計）            | 1984年   | 26                   | 30（2-26樓） 15（26-28樓） 14（14樓） | （待補）           | 有成建築         | Sabiem（乘賓） （AC/2）     | 通力 MiniSpace（VVVF）      | 3    | 長青邨第三期 |
| 康豐樓（P座）   | 康豐樓（P座）       | Y2型                                   | 1985年   | 35                   | 24                                    | （待補）           | 順成建築         | 奧的斯 VIP-260（DC）        | 奧的斯 Arise (VVVF)         | 4    | （不適用）   |
| 康祥樓（Q座）   | 康祥樓（Q座）       | Y1型 （露台設計）                      | 1985年   | 35                   | 36                                    | （待補）           | 順成建築         | 奧的斯 VIP-260（DC）        | 奧的斯 Arise (VVVF)         | 4    | （不適用）   |
| 康順樓（R座）   | 康順樓（R座）       | Y1型 （鐵窗設計）                      | 1986年   | 35                   | 36                                    | （待補）           | 安利（蕭氏）建築 | 東芝 CL20（DC）             | 奧的斯 Arise (VVVF)         | 5    | （不適用）   |
| 康美樓（S座）   | 康美樓（S座）       | Y2型                                   | 1986年   | 35                   | 24                                    | （待補）           | 安利（蕭氏）建築 | 東芝 CL20（DC）             | 奧的斯 Arise (VVVF)         | 5    | （不適用）   |

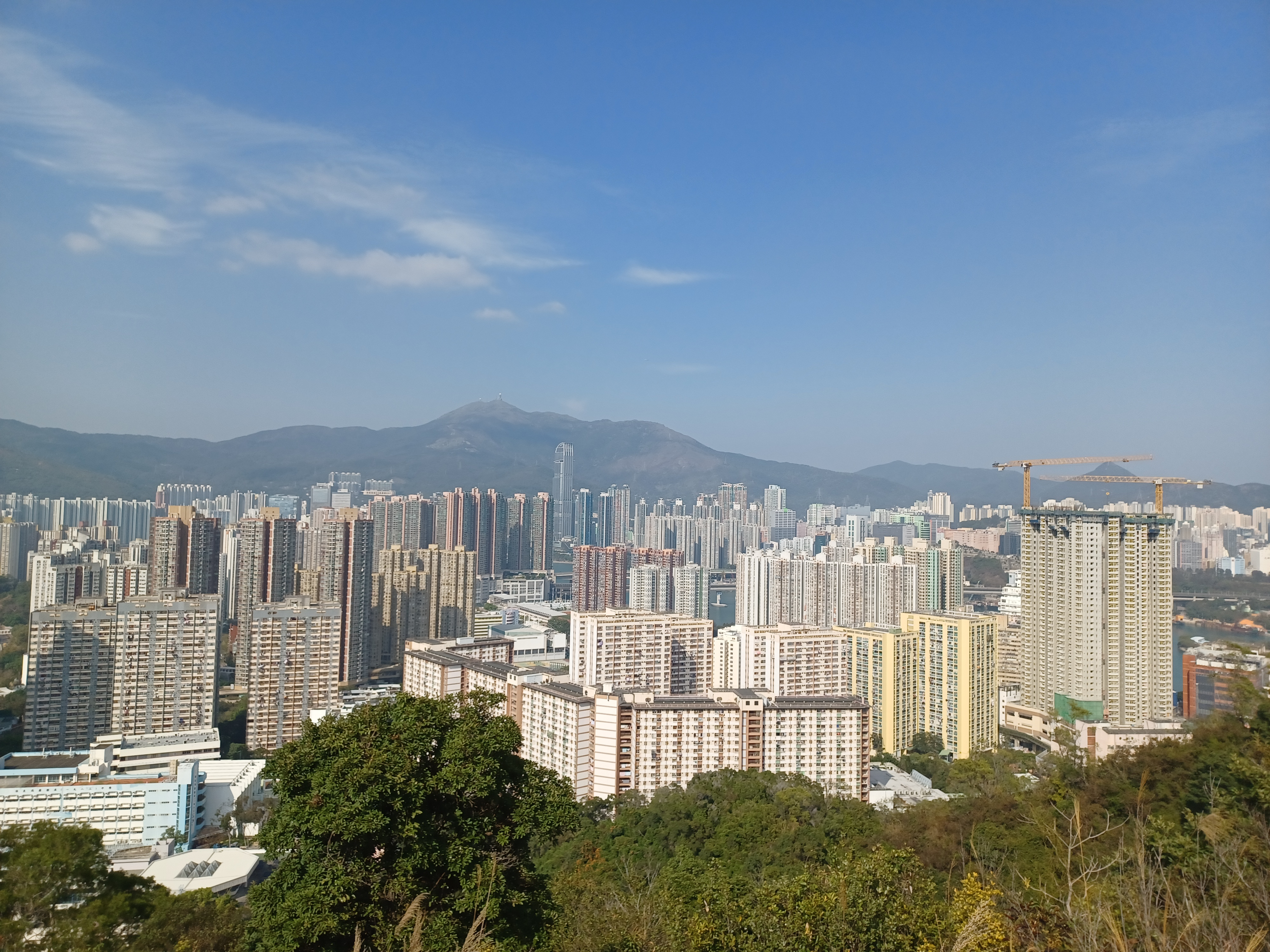
遠眺長康邨

（註：因發展計劃內的A至G座指屬於同一項目的長青邨；而O座（原先為長康邨康清樓）已經轉作居者有其屋計劃屋苑青盛苑的關係，故此略去部份座號。上述座號是以房屋署Estate Property的記錄為依歸。）

#### 青盛苑
| 樓宇名稱（座號） | 樓宇類型 | 落成年份 | 樓宇層數（住宅層數） | 每層伙數 | 單位總數（伙） | 承建商   | 提供升降機的廠商    | 期數 | 原定所屬樓宇 |
| ---------------- | -------- | -------- | -------------------- | -------- | -------------- | -------- | ------------------- | ---- | ------------ |
| 青盛苑（O座）    | Y2型     | 1985年   | 35                   | 24       | 800            | 順成建築 | 奧的斯 VIP-260 (DC) | 4    | 長康邨康清樓 |

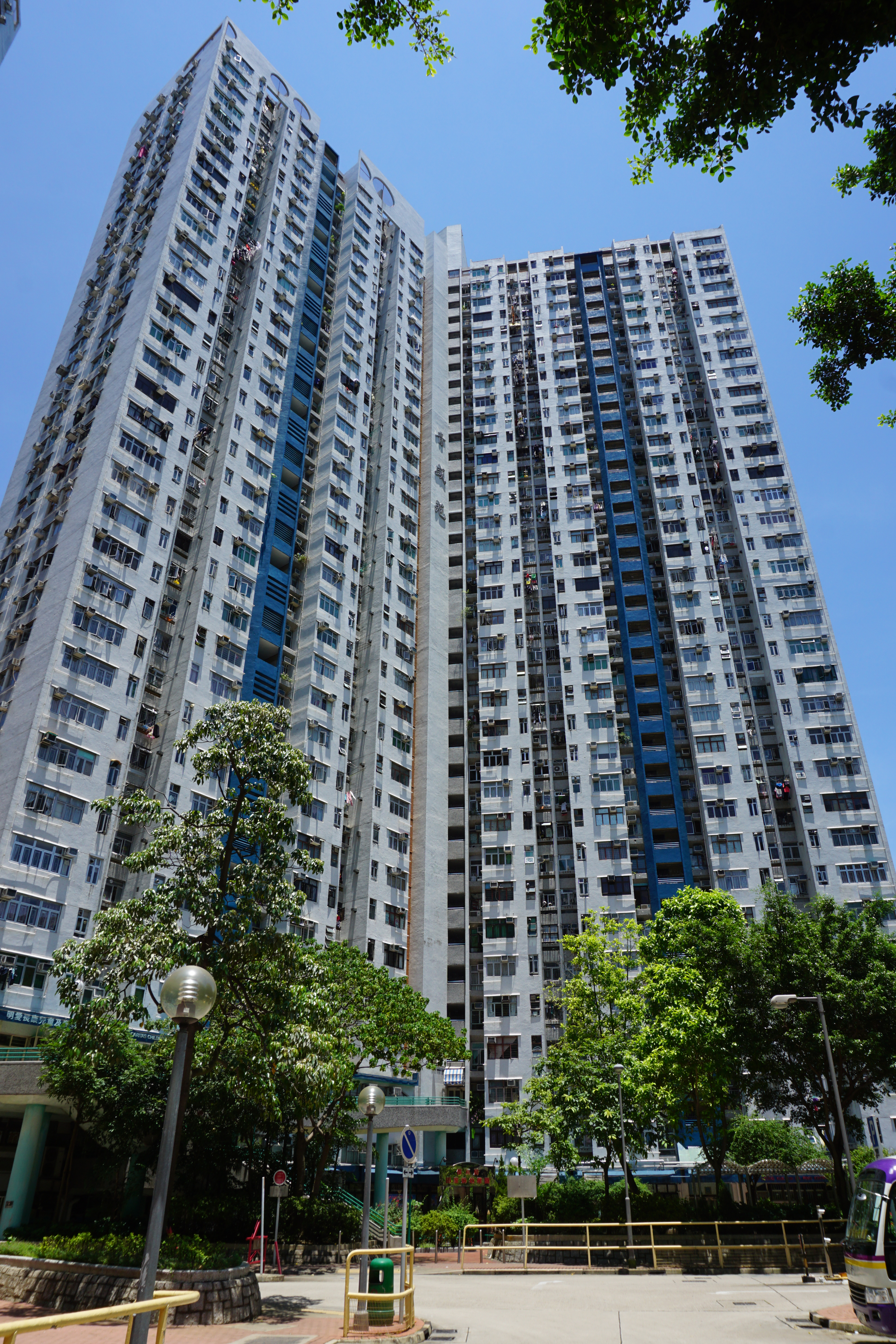
青盛苑大廈外觀
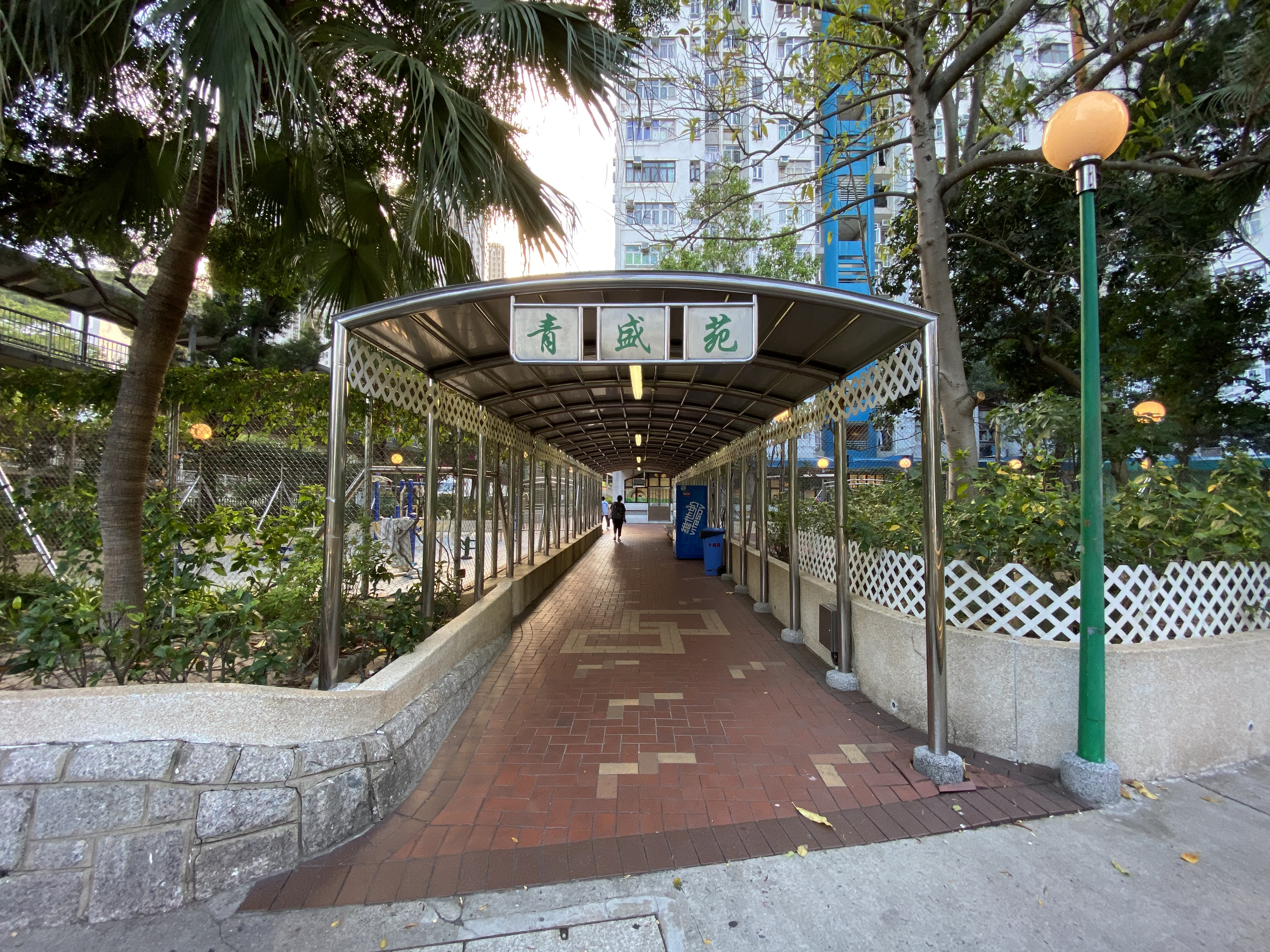
青盛苑有蓋行人通道
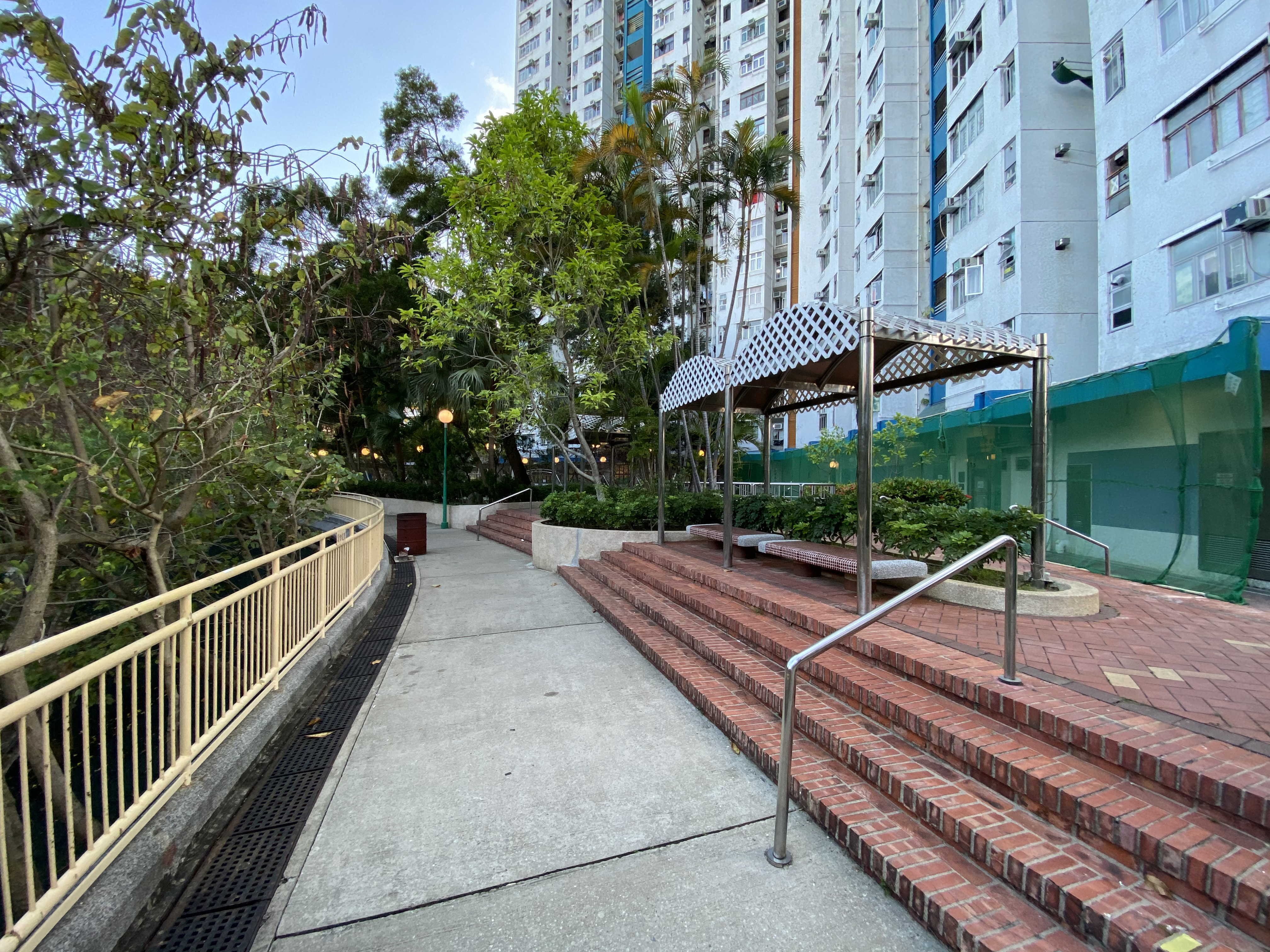
青盛苑涼亭
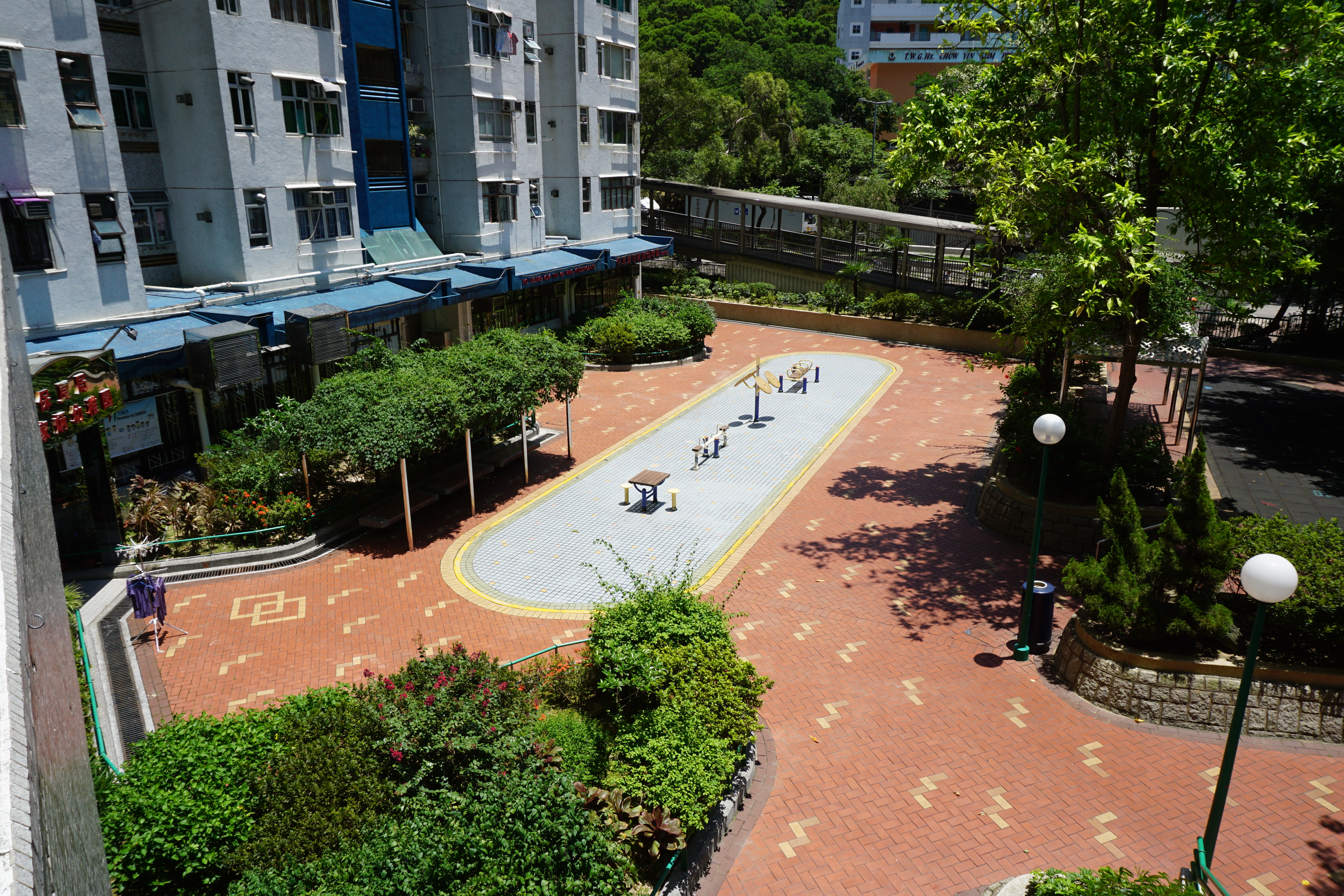
青盛苑健體區（2017年7月）

## 教育及福利設施

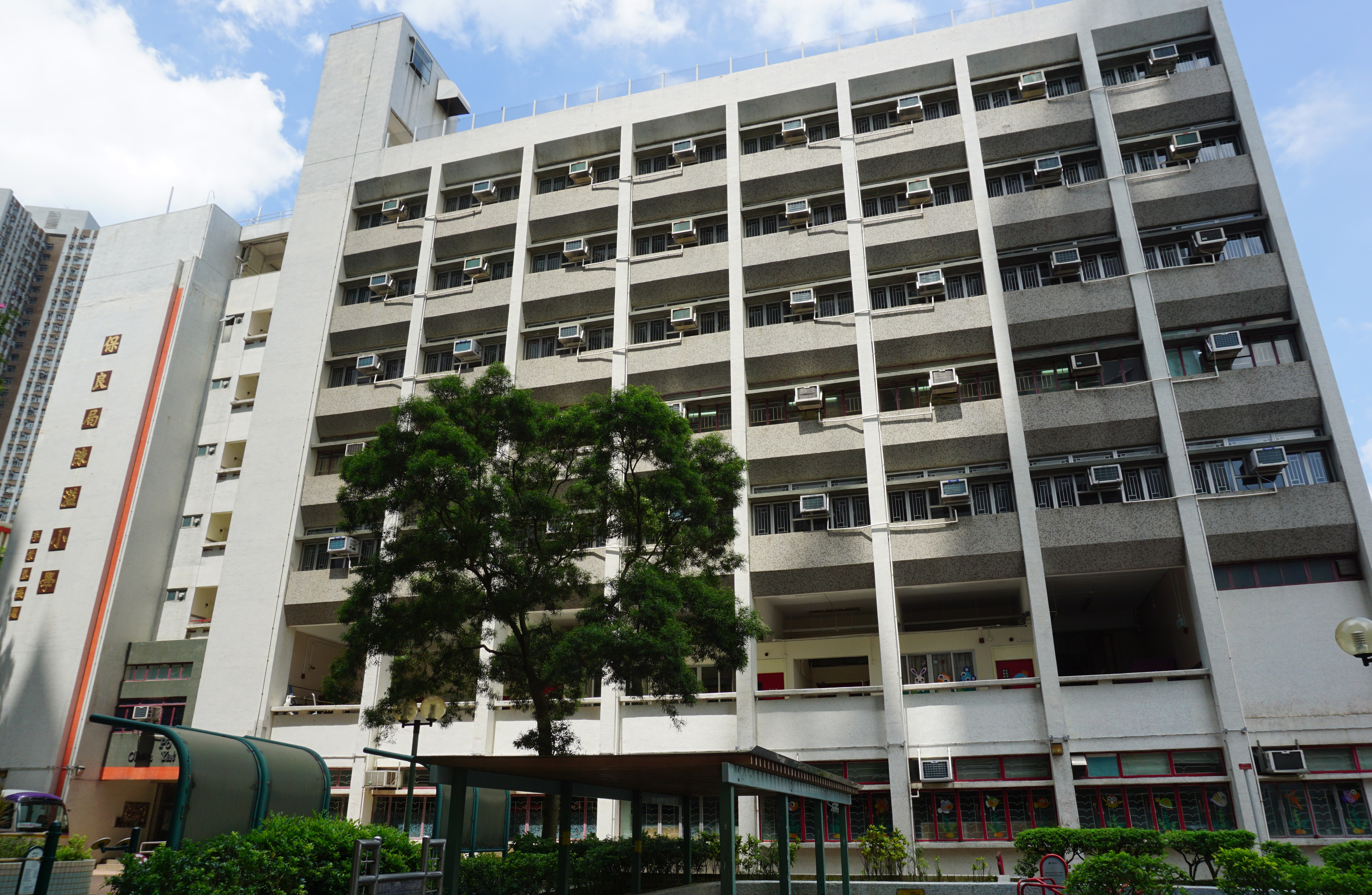
翻油前的保良局陳溢小學

### 中學
- 保良局羅傑承（一九八三）中學
- 樂善堂梁植偉紀念中學

### 小學
- 保良局陳溢小學（1984年創辦）
- 青衣商會小學（1984年創辦）

### 幼稚園
- 保良局田家炳幼稚園 （1985年創辦）（青盛苑地下第1層）
- 世佛會文殊幼兒學校（1987年創辦）（長康邨康安樓地下）

已結束
- 神召會華惠幼稚園（長康）（1985年創辦）（長康邨康平樓地下）
- 新界婦孺福利會長康邨兒童樂園（長康邨康美樓地下）
- 青衣公立學校（現為職業安全健康局職安健學院）

### 綜合家庭服務中心
- 社會福利署南青衣綜合家庭服務中心（長康邨康美樓A翼地下）

### 兒童及青年中心
- 明愛長康兒童及青少年中心 （青盛苑地下第2層）

### 安老院
- 仁濟醫院香港半島獅子會安老院 （長康邨康順樓3樓至4樓）

### 長者鄰舍中心
- 萬國宣道浸信聯會長康浸信會長者鄰舍中心 （長康邨康順樓C翼7-12號地下）

### 家舍
- 扶康會長康之家 （1996年創辦）（長康邨康和樓2樓211至40號室）

## 邨內及社區設施

### 第三期
長康邨第三期設有多項設施，包括兒童遊樂場、羽毛球場、足球場、籃球場、乒乓球檯、停車場、健體區及休憩區。

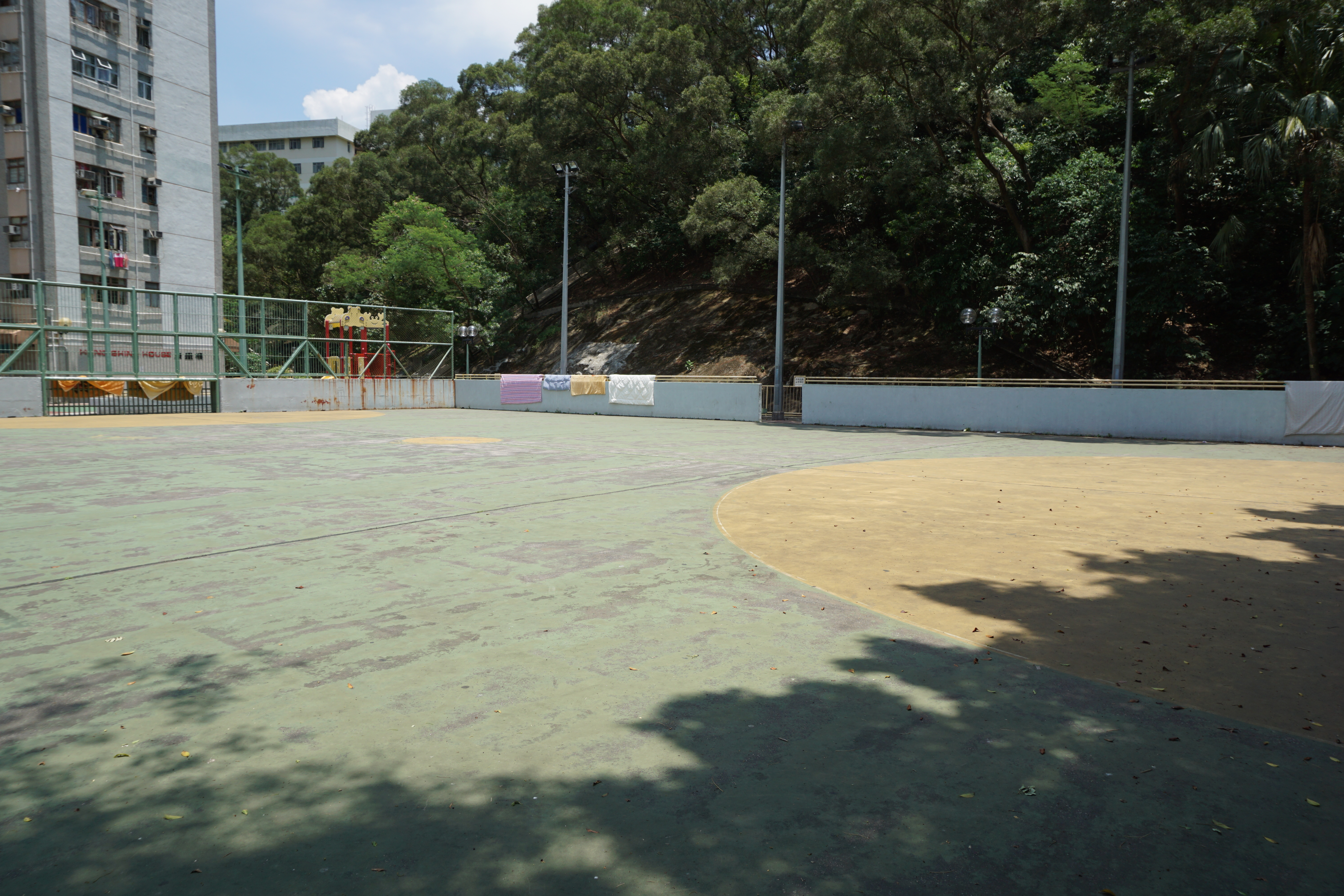
足球場
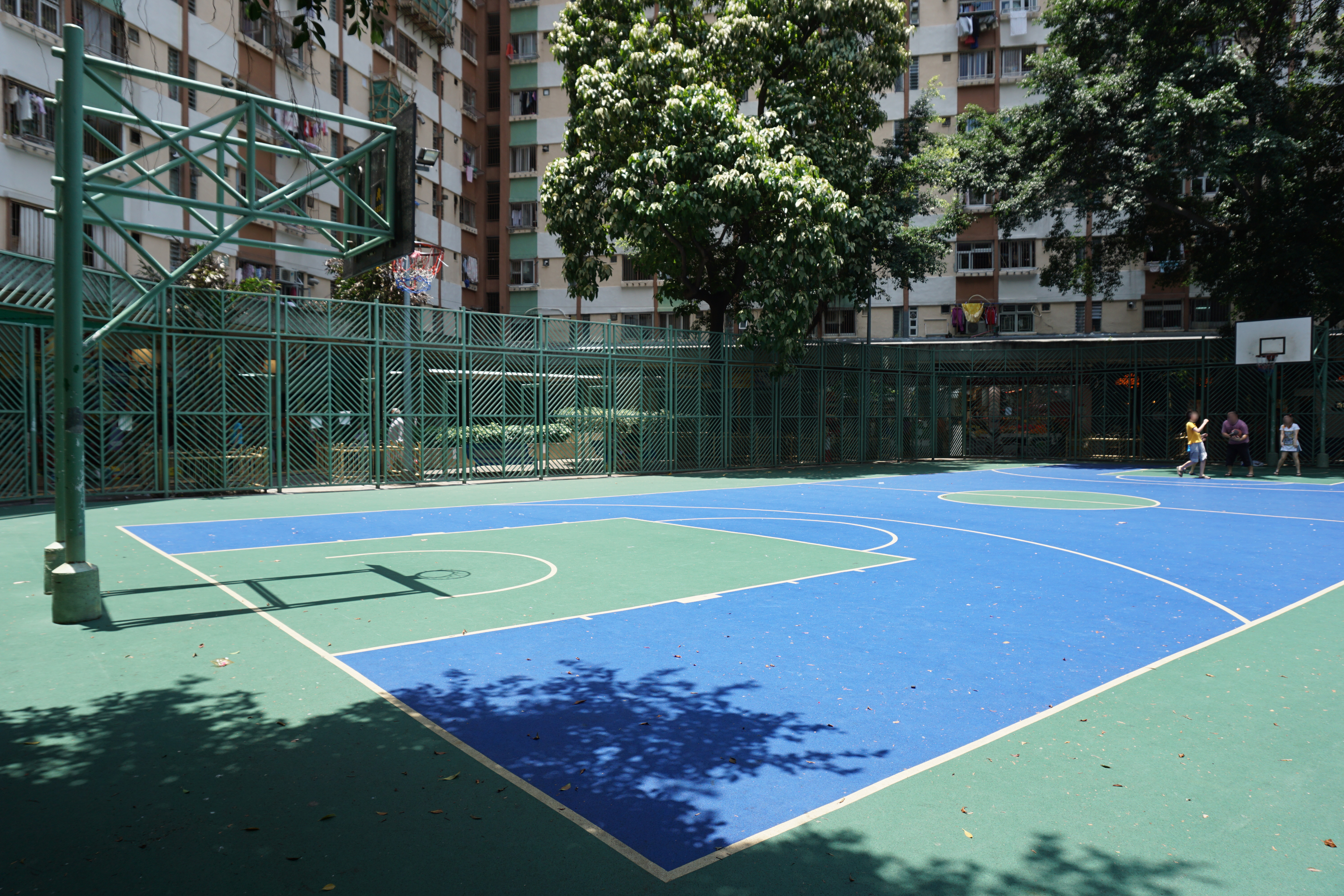
籃球場
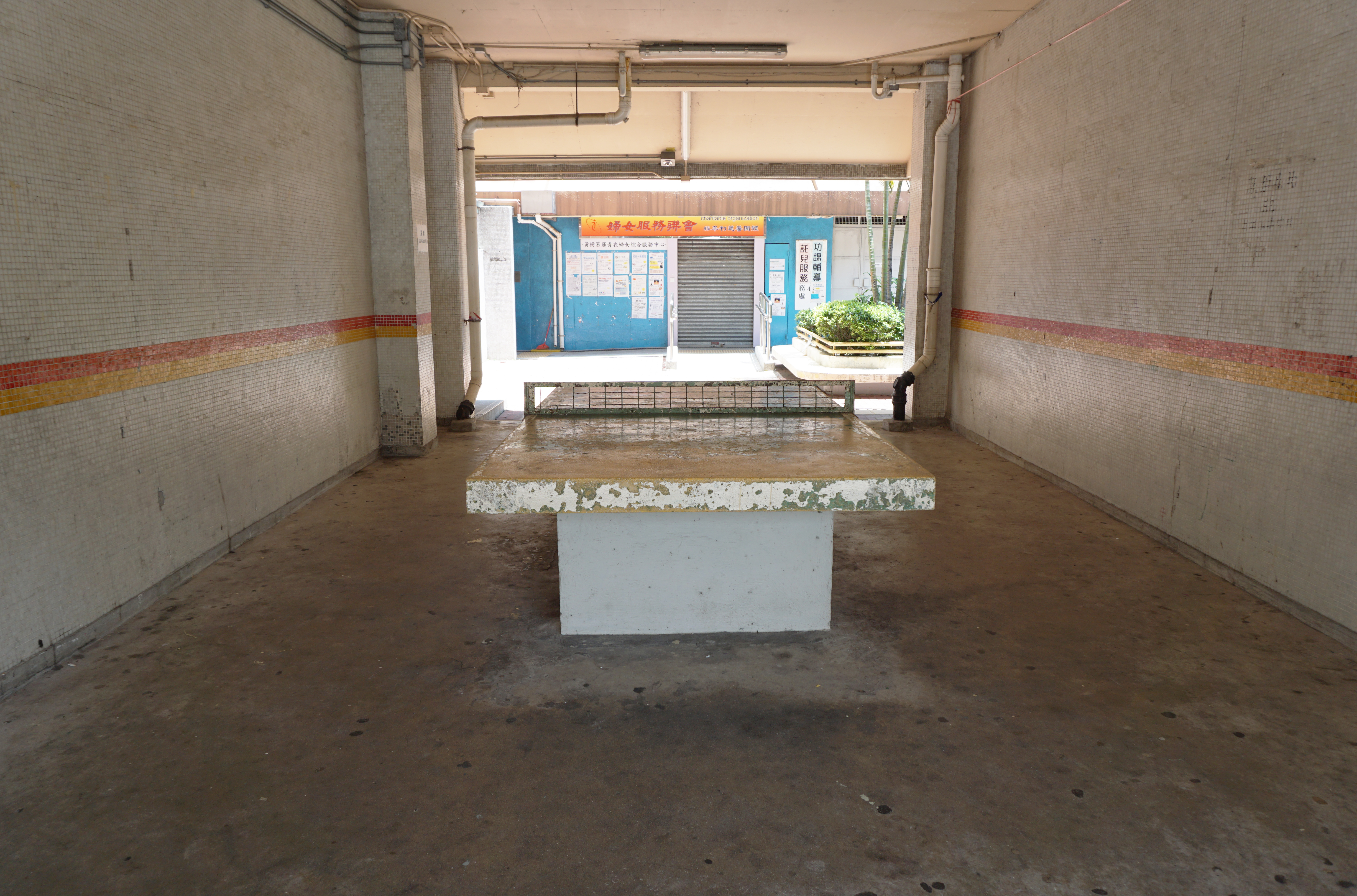
乒乓球檯
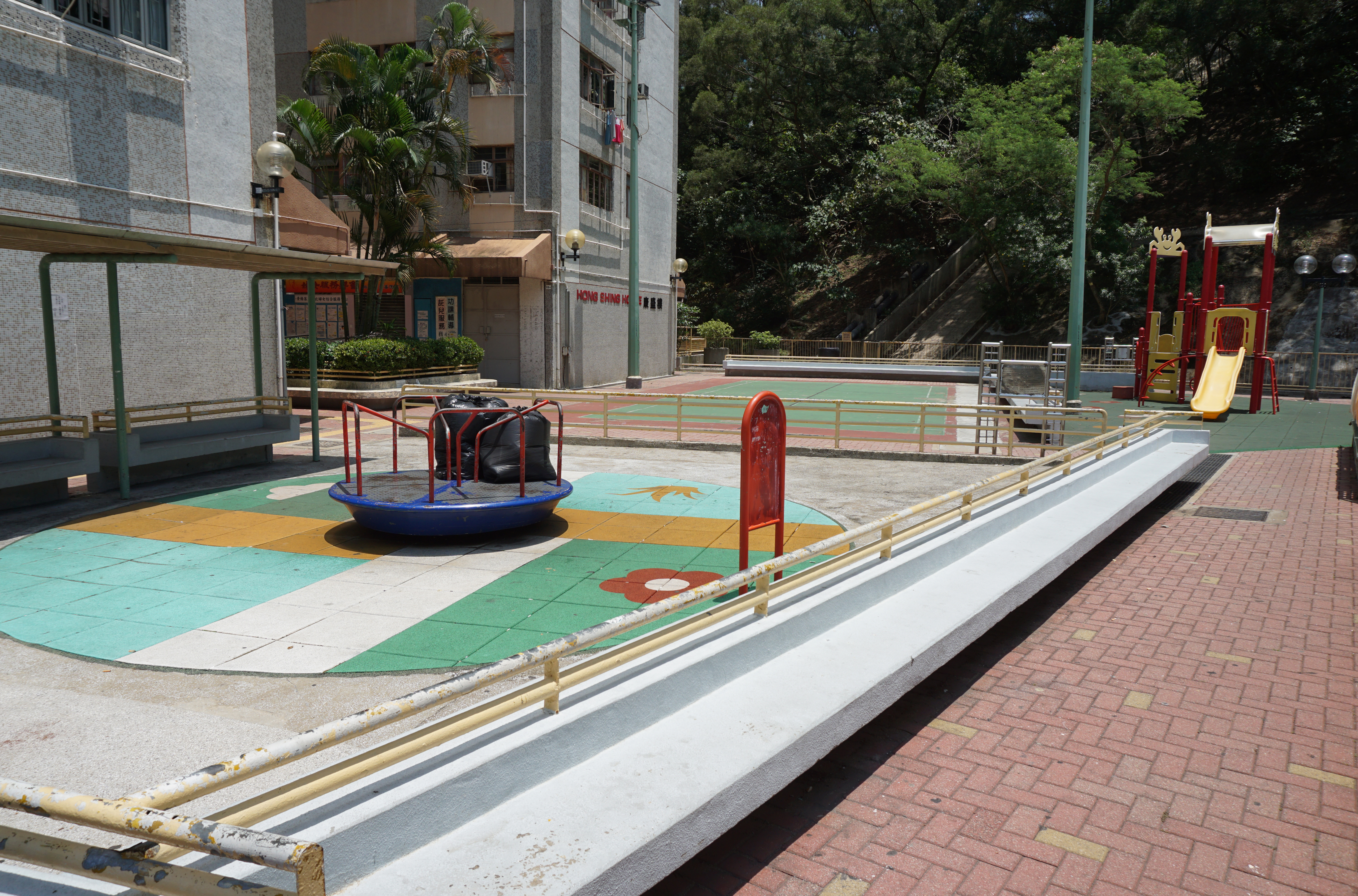
兒童遊樂場及羽毛球場
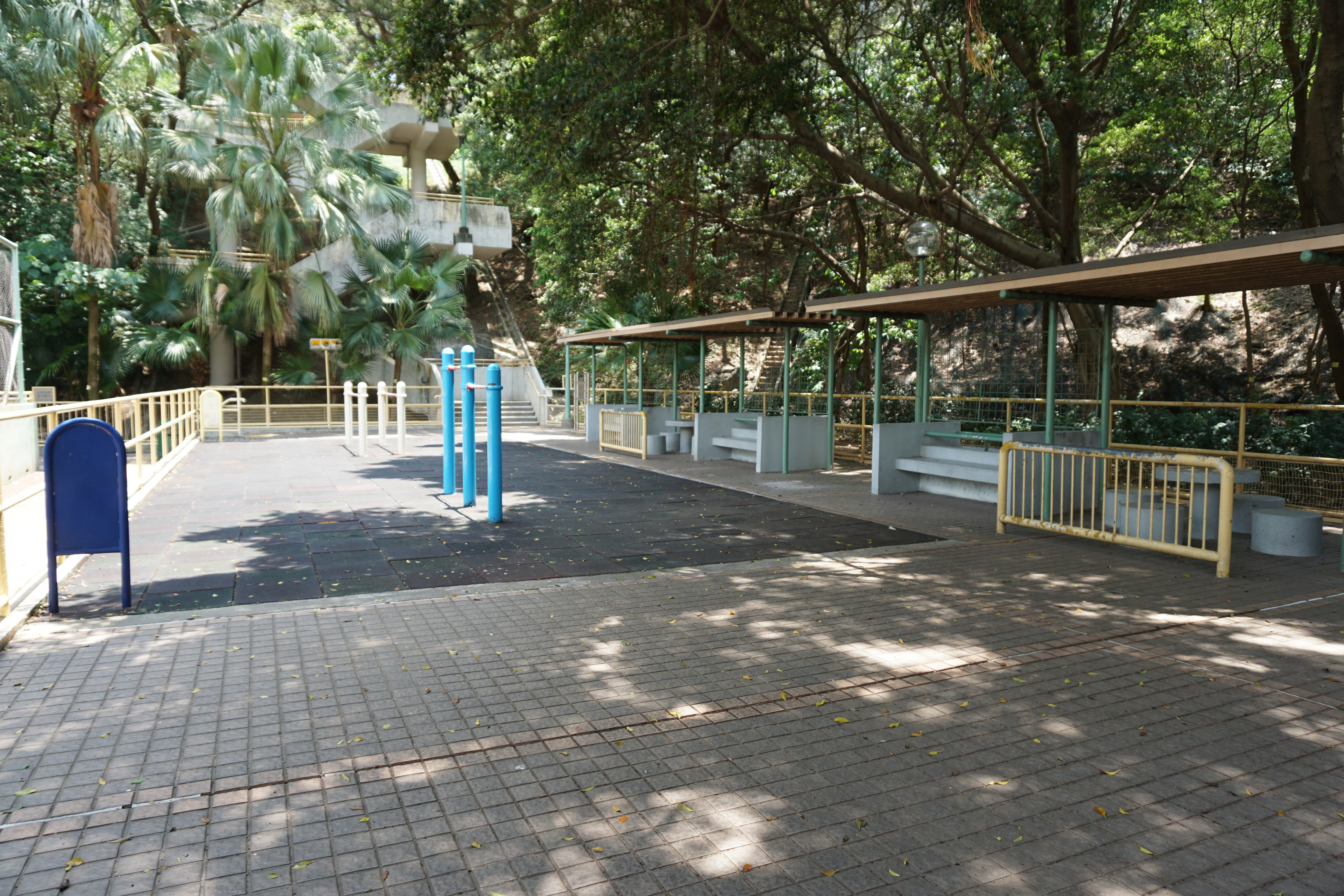
健體及休憩區
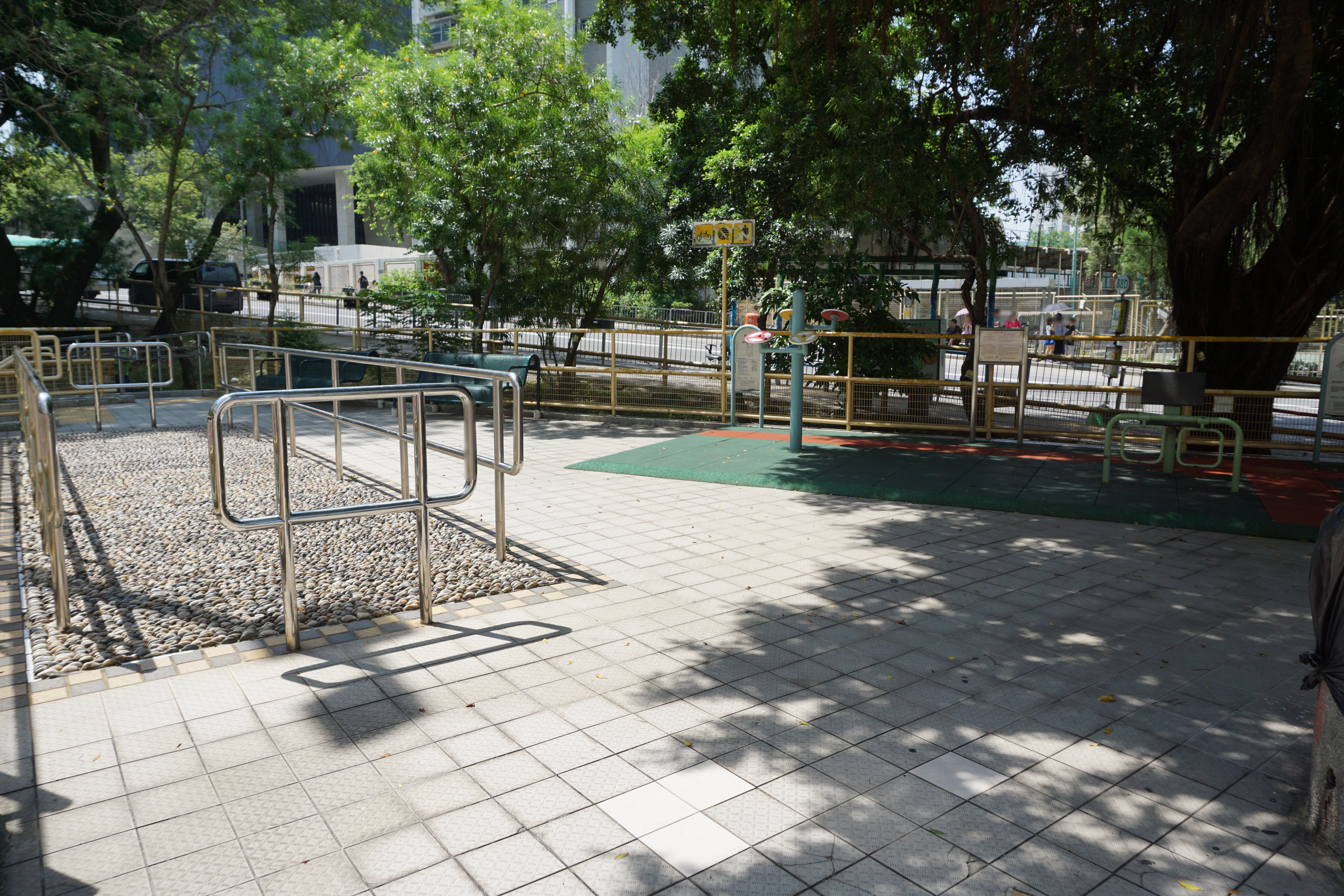
健體區（2）及卵石路步行徑

### 第四和五期
長康邨第四和五期採用平台設計，康祥樓與康豐樓之間的基座用作停車場，3樓設有蓋籃球場可作4個羽毛球場。而康順樓與康美樓之間的基座用作長康第二商場及長康第二街市，3樓設有蓋遊樂場。其化設施包括2個冬菇亭、兒童遊樂場、籃球場、健體區及休憩區。

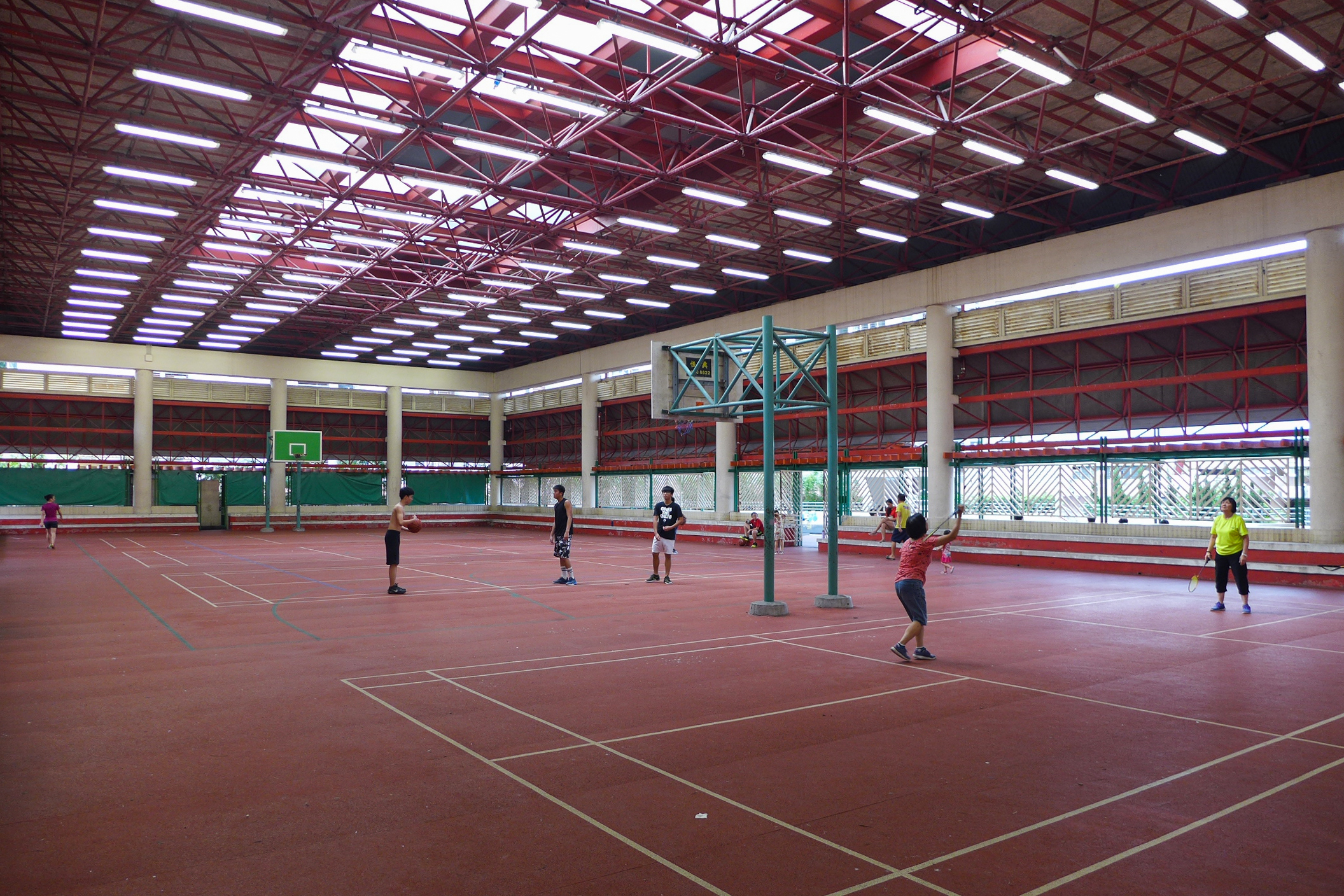
康順樓與康美樓之間的有蓋遊樂場（2017年7月）
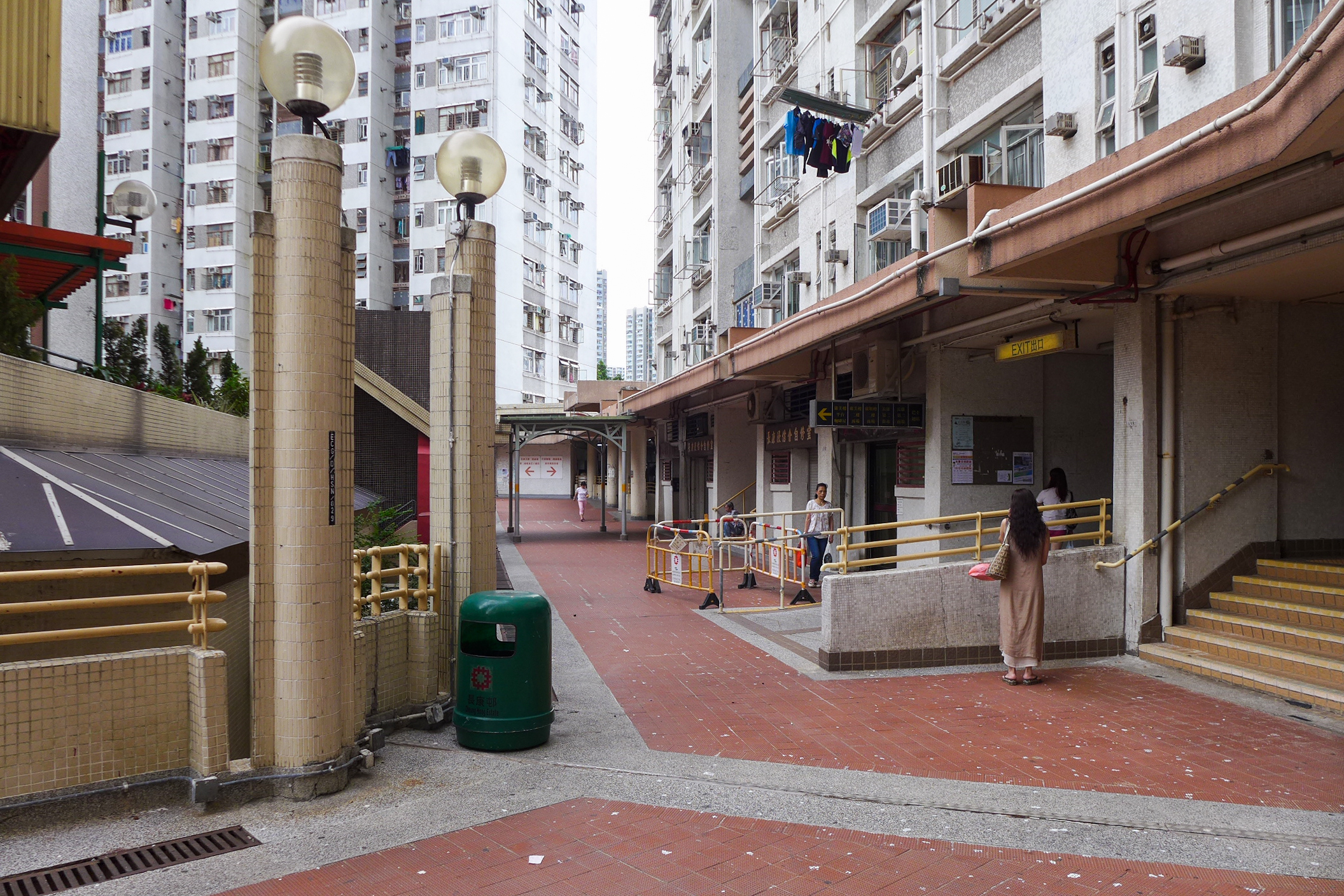
平台（2017年7月）
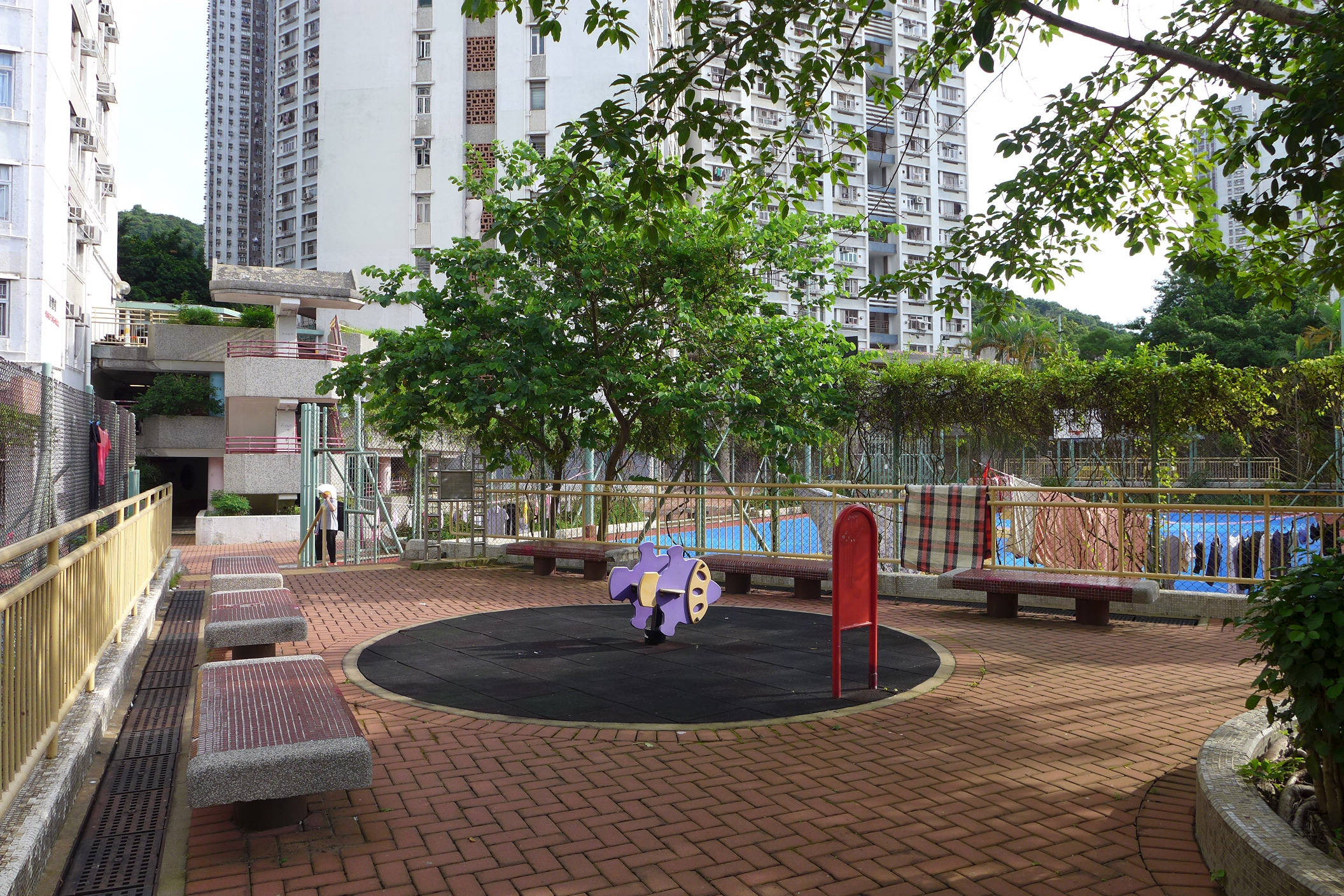
休憩區
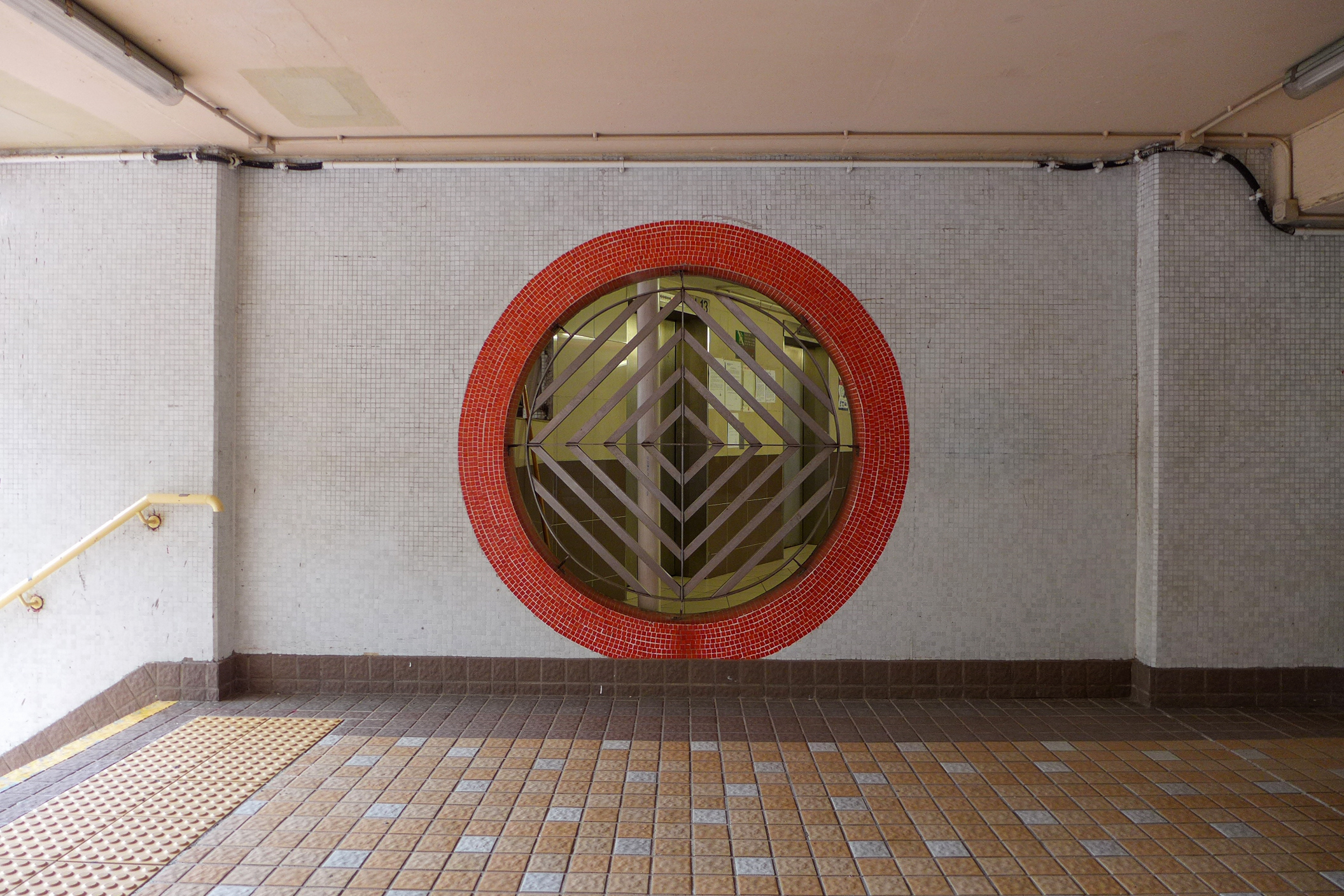
特色外牆
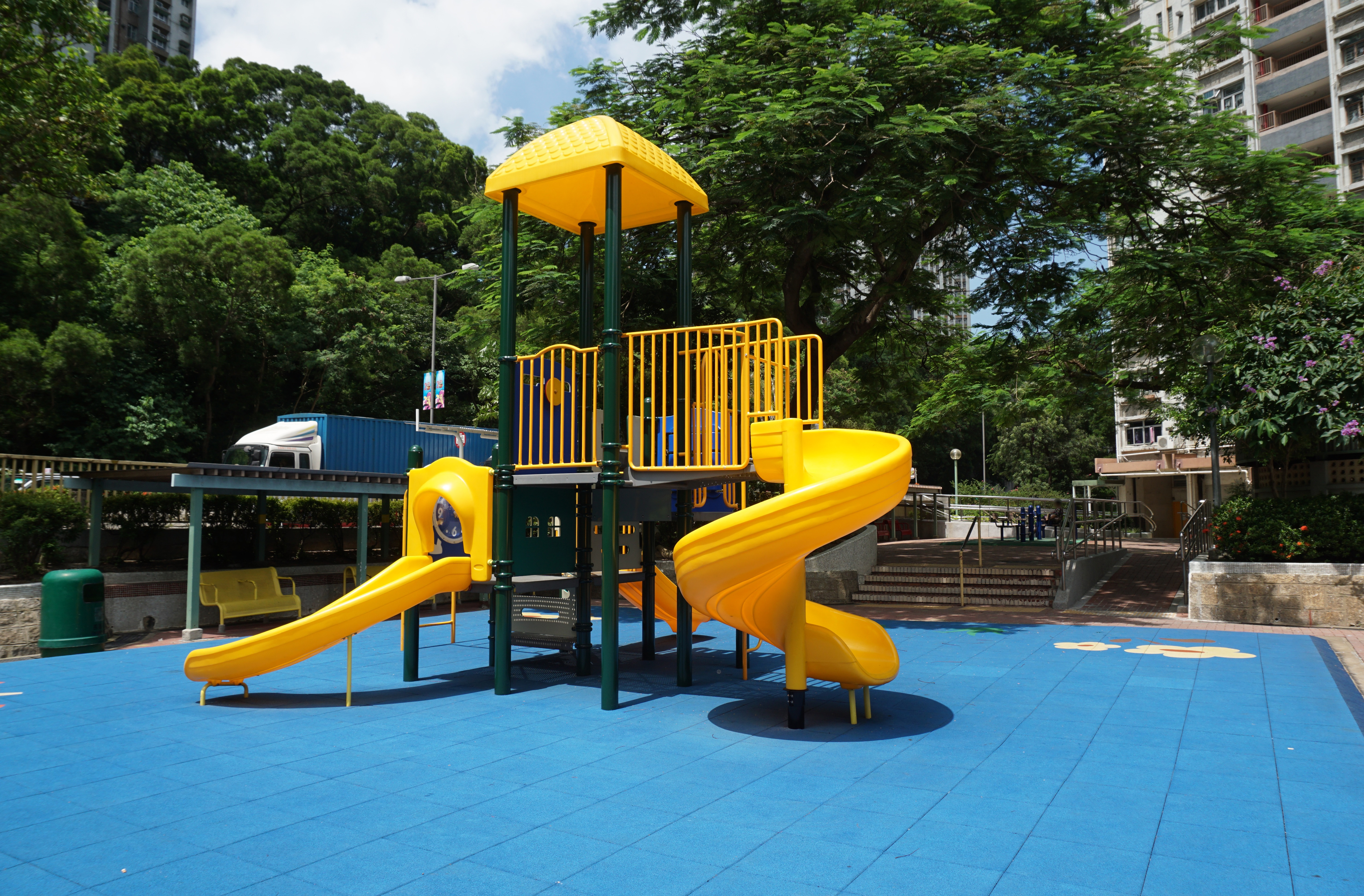
兒童遊樂場及健體區
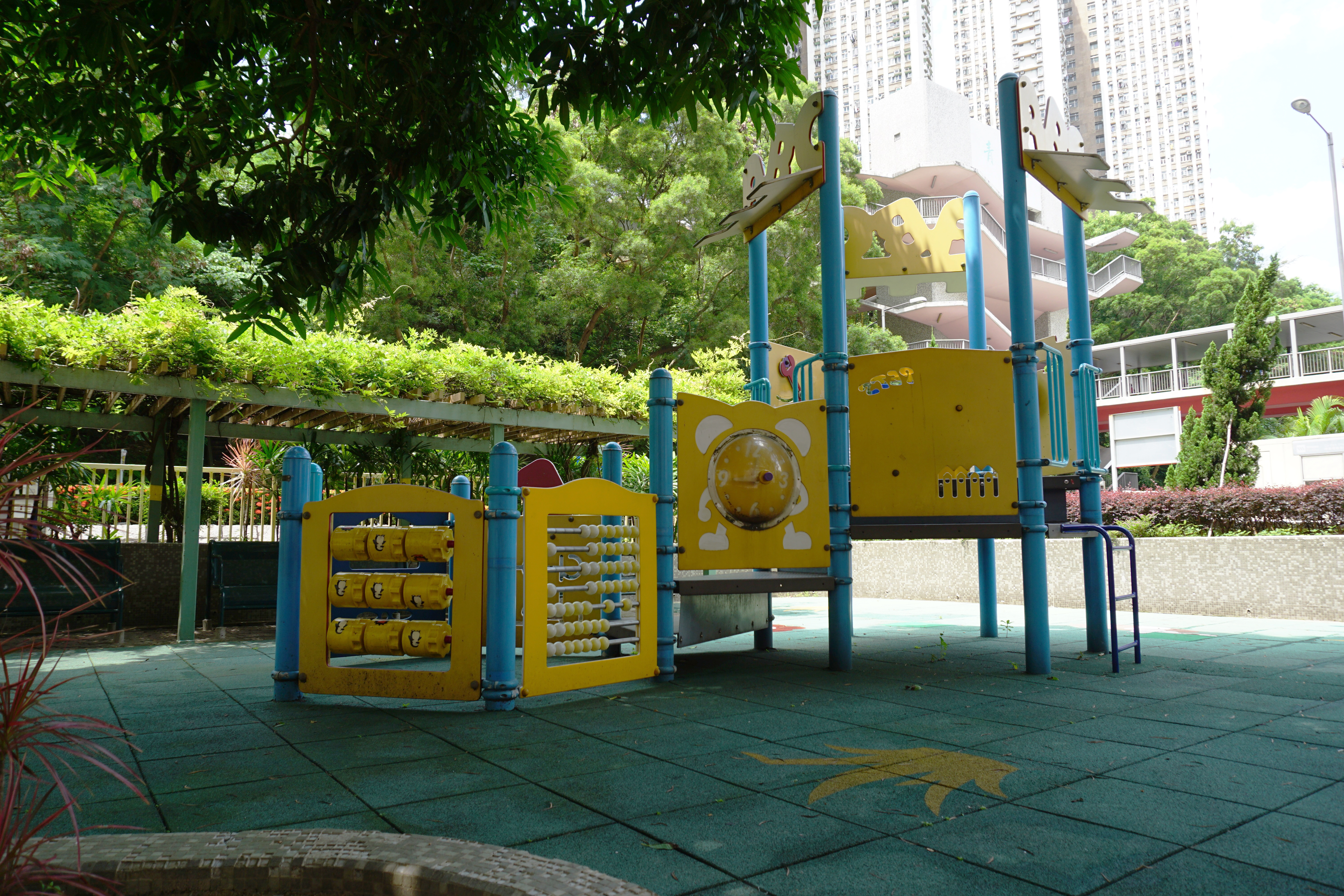
兒童遊樂場（2）
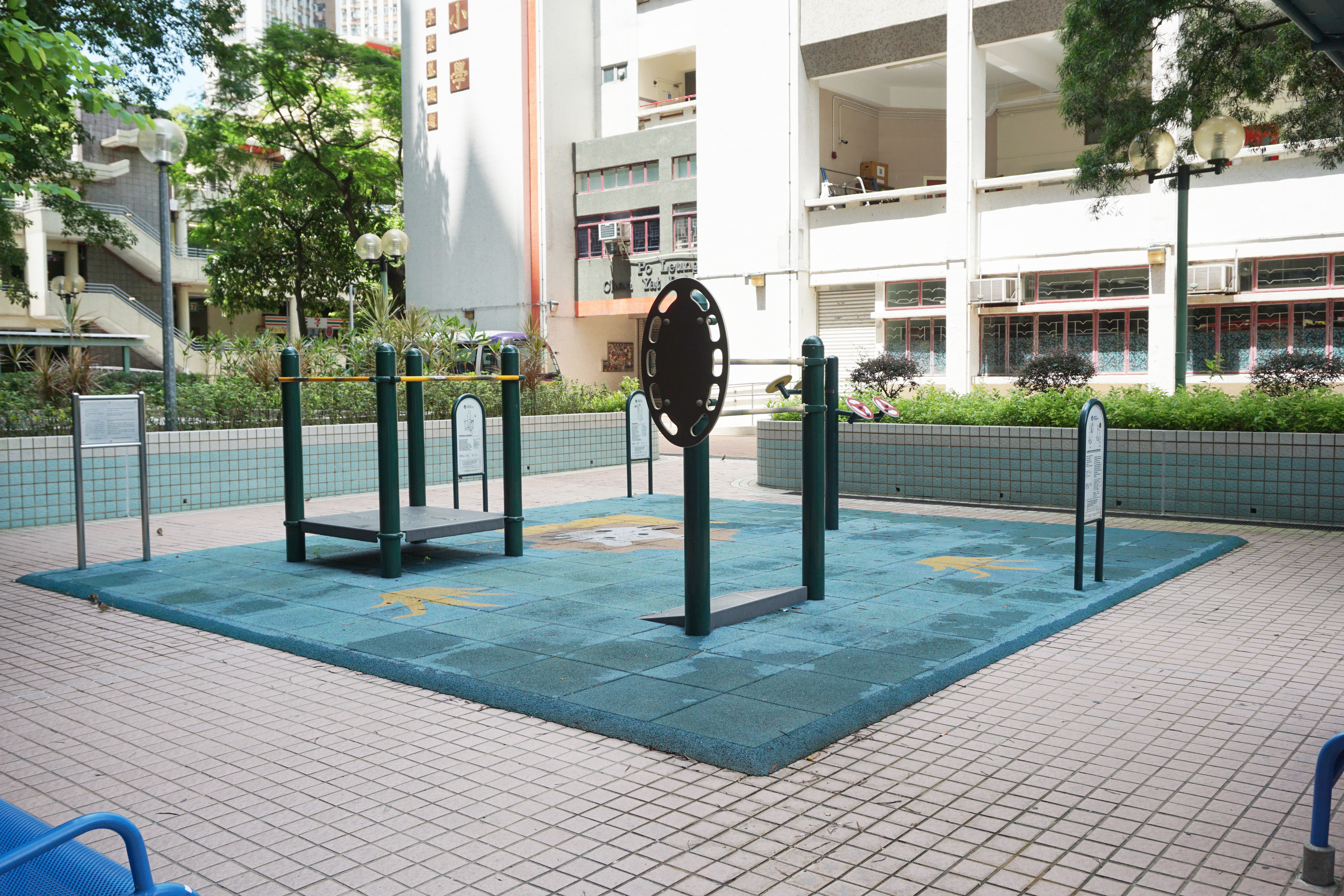
健體區（2）

### 商場

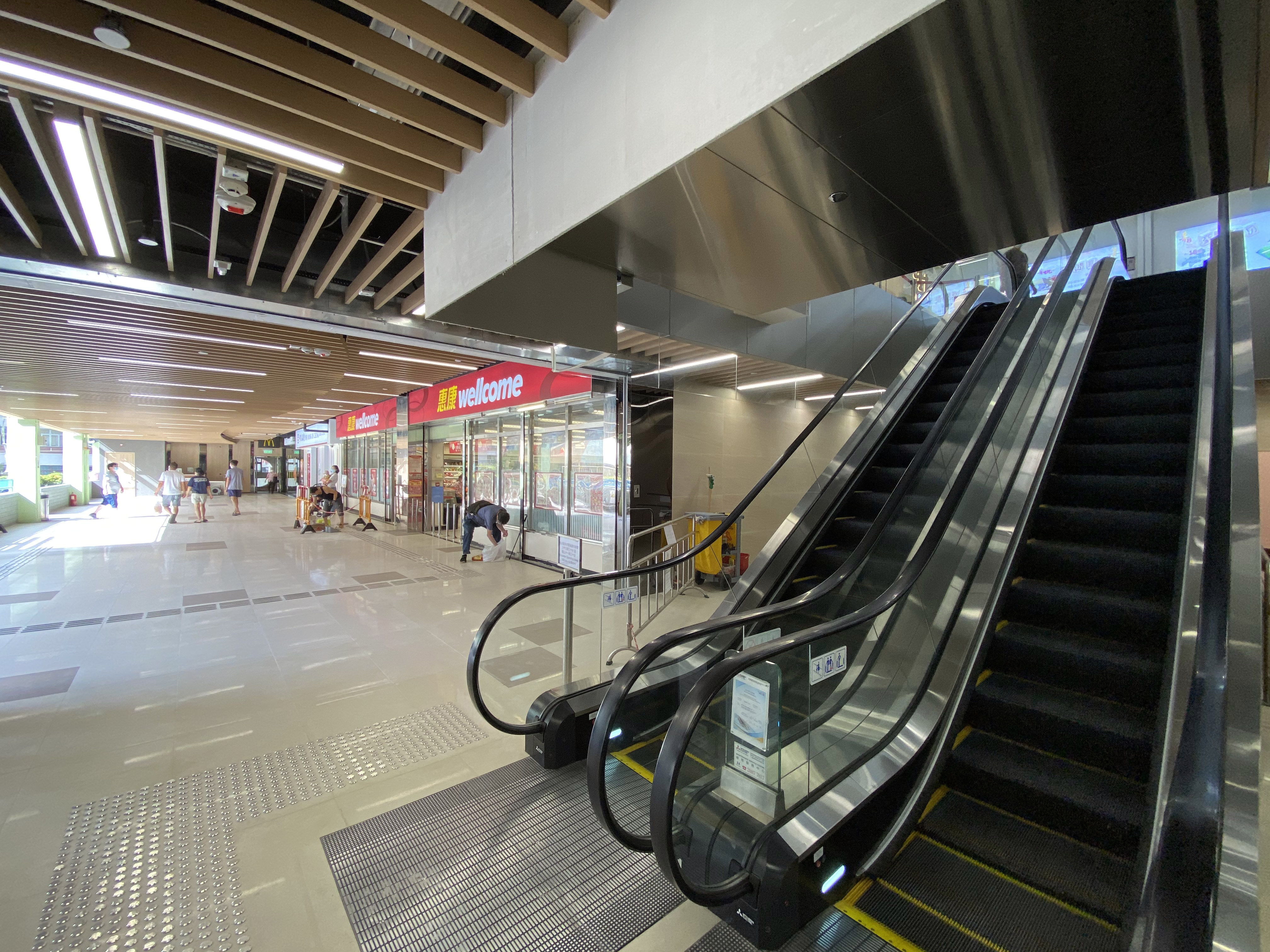
長康第一商場地下惠康超級市場.前長康酒樓樓梯改為扶手電梯（2021年5月）

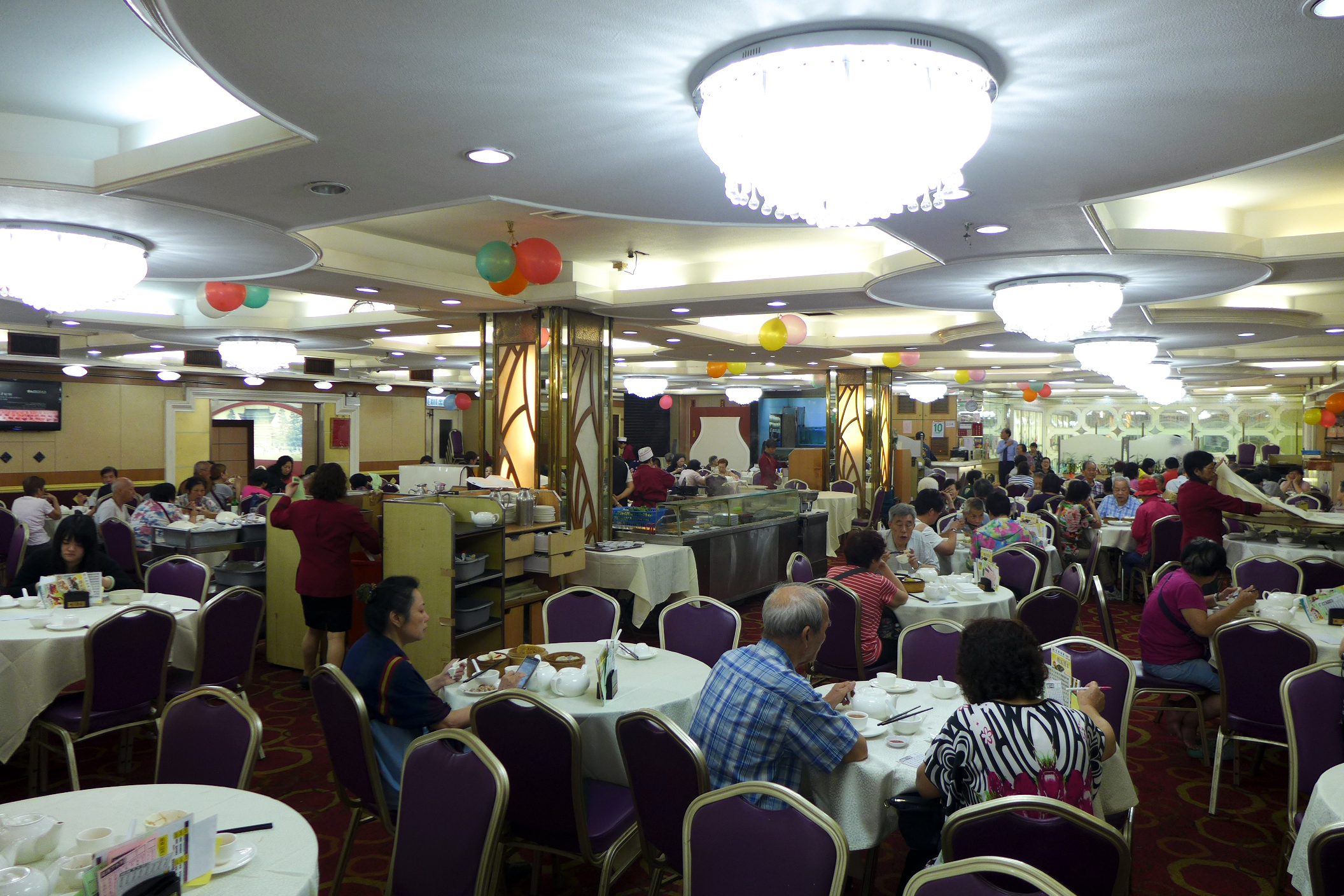
長康酒樓大部份裝潢由1981年開業保留至結業前，但商場新業主上場後不獲續租，於2017年5月16日結業

長康邨設有13萬平方呎商場及700個車位停車場。分為第一商場和第二商場，但兩處各自獨立，並不連結，需要沿青康路步行10至15分鐘才可到達第一商場電梯4樓。

#### 長康第一商場
長康第一商場樓高4層，以小商店為主。於1980年落成。地下設惠康超級市場、藥房、文具店、髮型屋、青衣郵政局及麥當勞等。2樓為喜悦皇宮酒樓、3樓為青衣長康普通科門診診所、4樓為老人院，可通往康貴樓。設天橋往長青巴士總站。
長康商場2005年至2016年由領展持有，到12月推出物業招標。資深投資者林子峰與其他投資者組財團，以11.55億元購入青衣長康商場。新業主上場後，自1981年開業的長康酒樓不獲續租，邨內唯一的酒樓於2017年5月16日結業。街坊概嘆失去聚舊地方。該處現時為喜悦皇宮酒樓，但開業同年的冬至卻發生超額訂座致部份食客無法入座的事件。酒樓到2020年2月17日中午後結業。
地下設街市以及熟食檔。

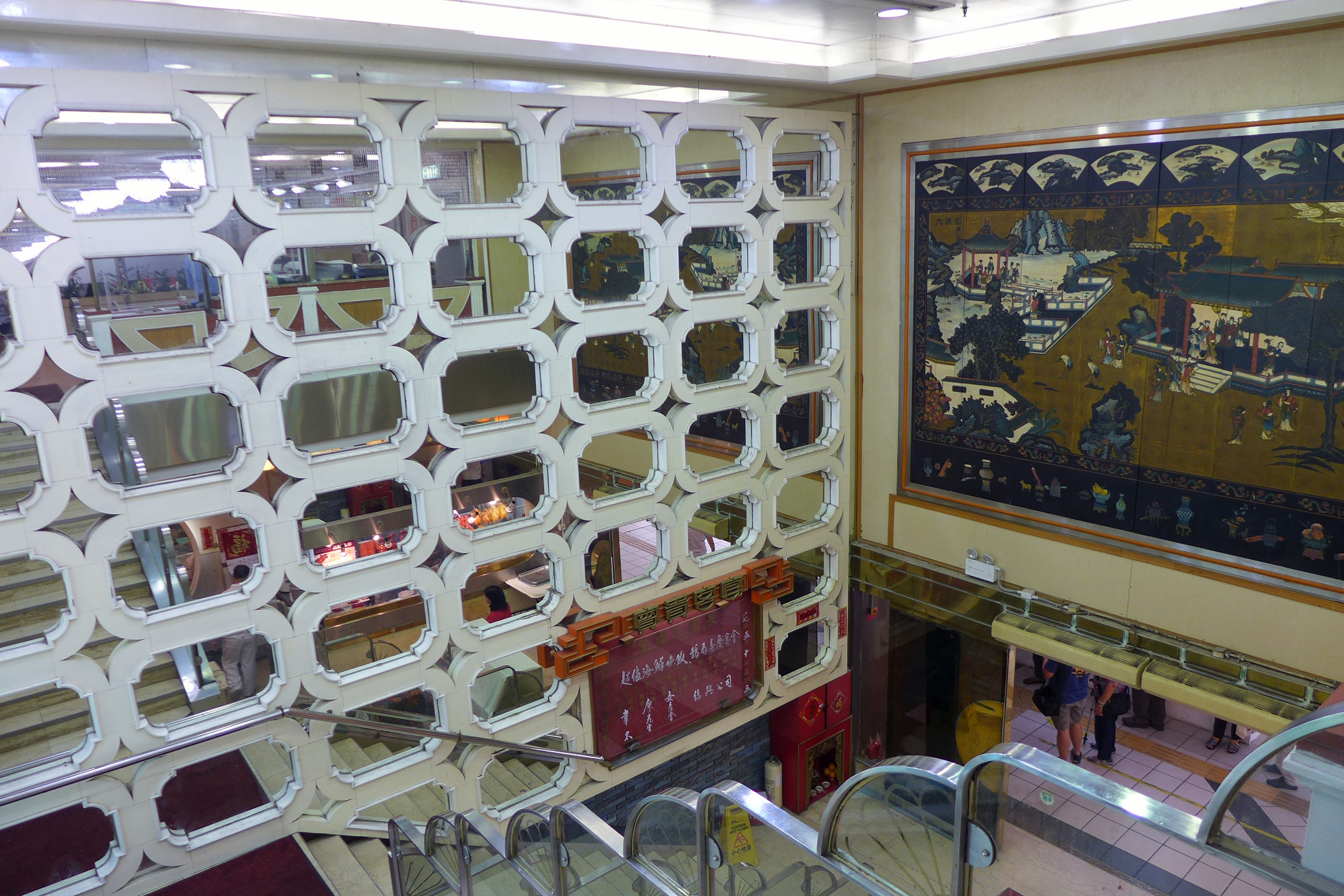
結業前的長康酒樓入口大堂，梯邊的牆上擺放八仙過海圖（2017年5月）
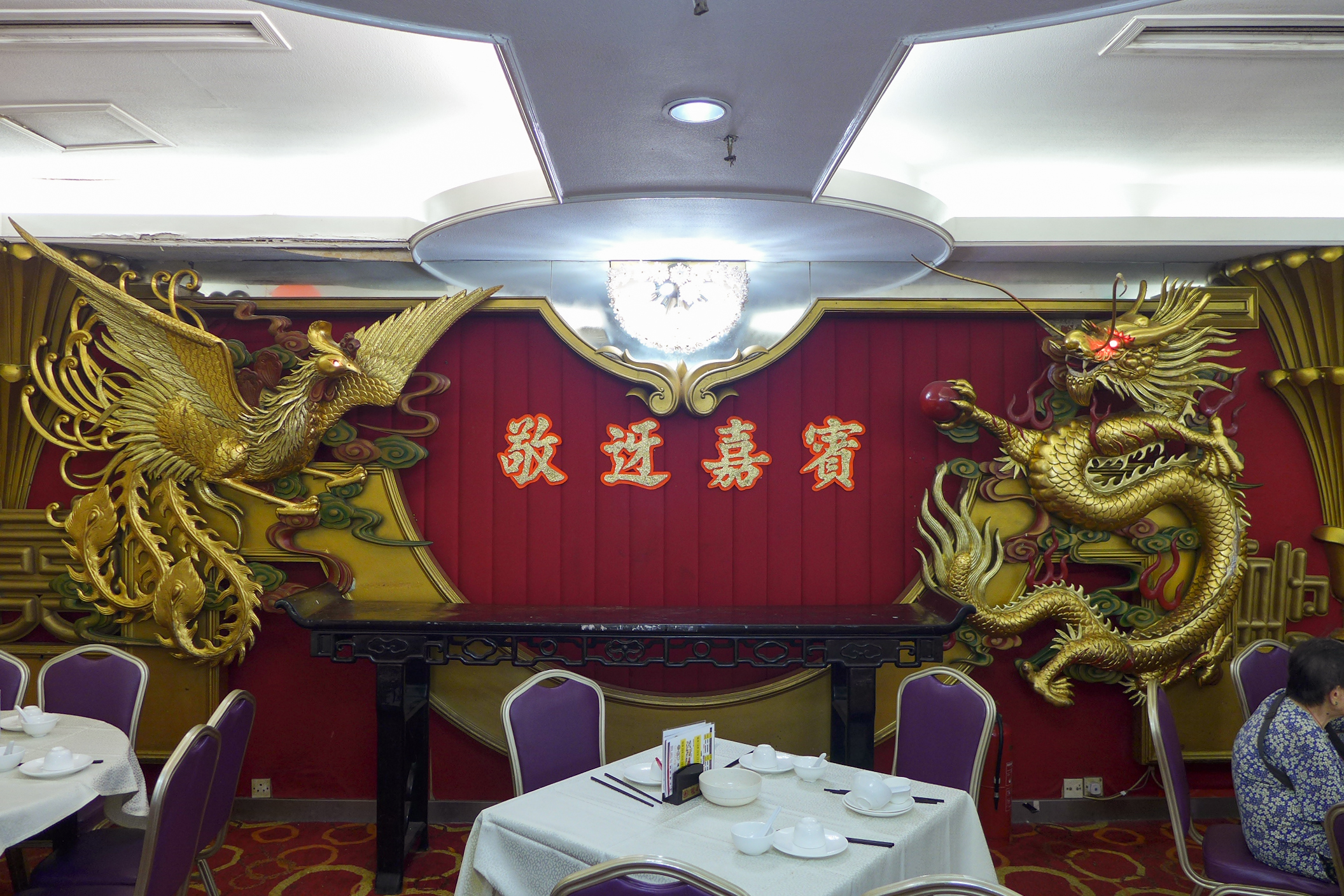
結業前的長康酒樓盡頭設紅幕上一對大龍鳳，王晶新戲《追龍》在這對大龍鳳下取景（2017年5月）
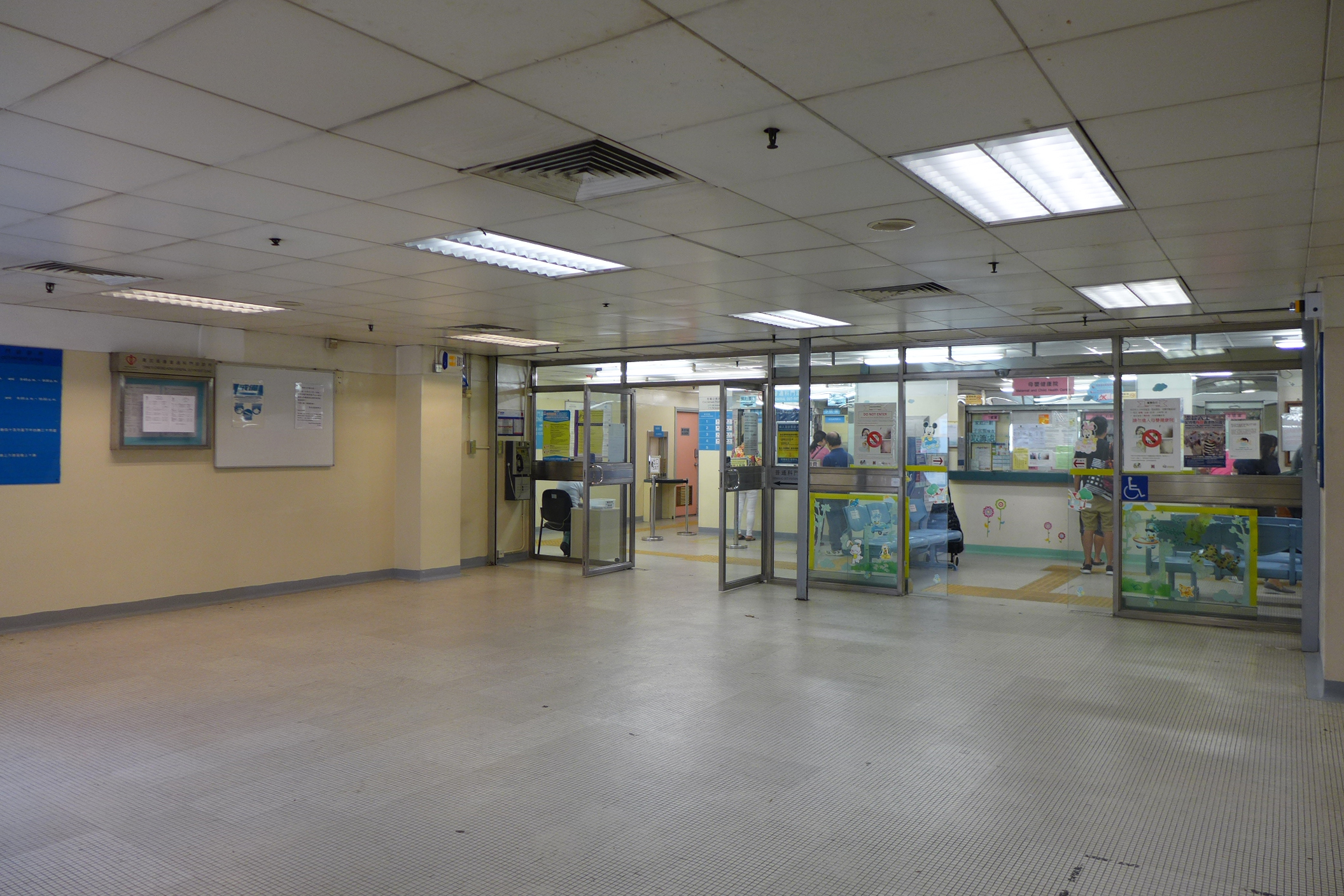
翻新前的青衣長康普通科門診診所
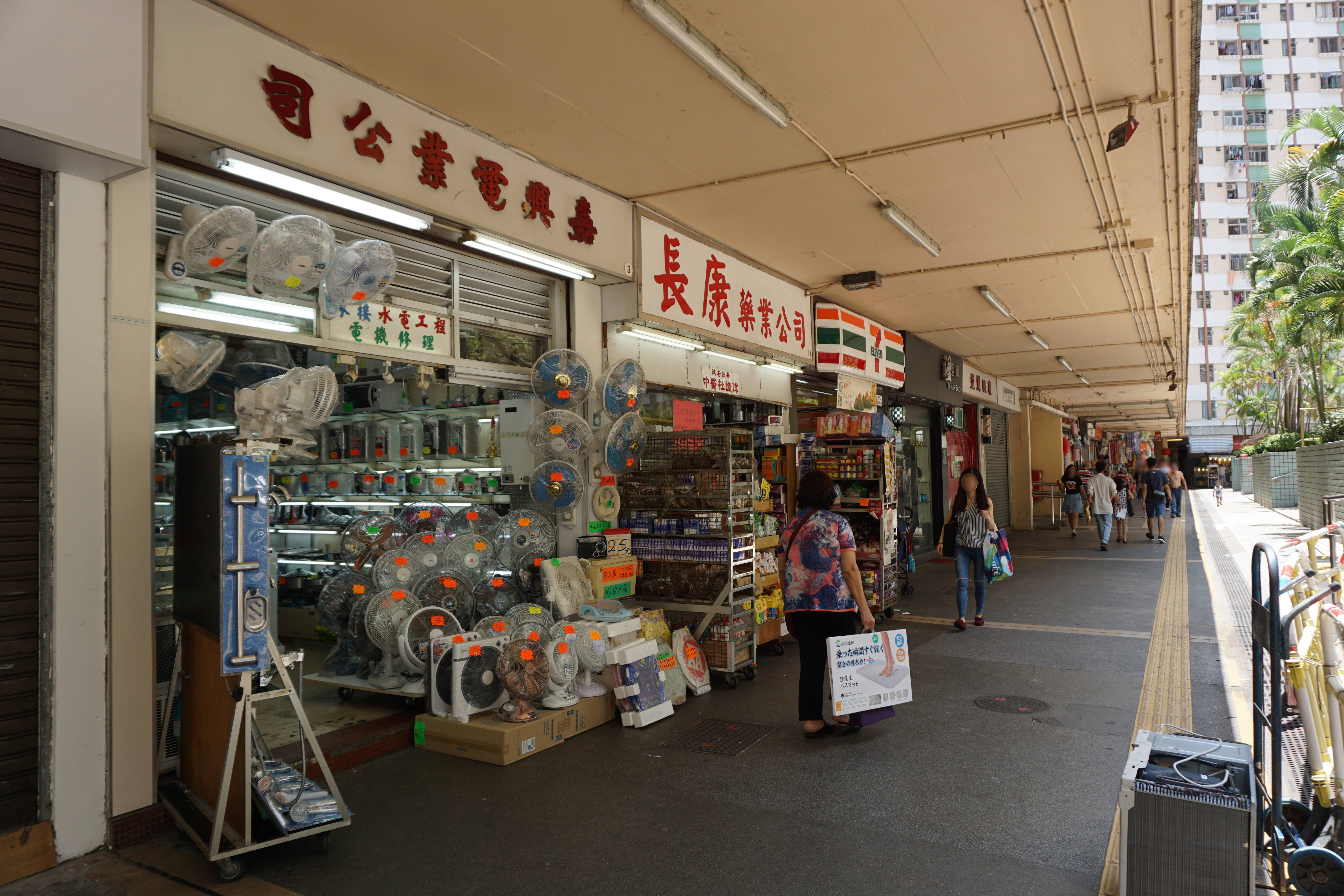
康貴樓地下商店
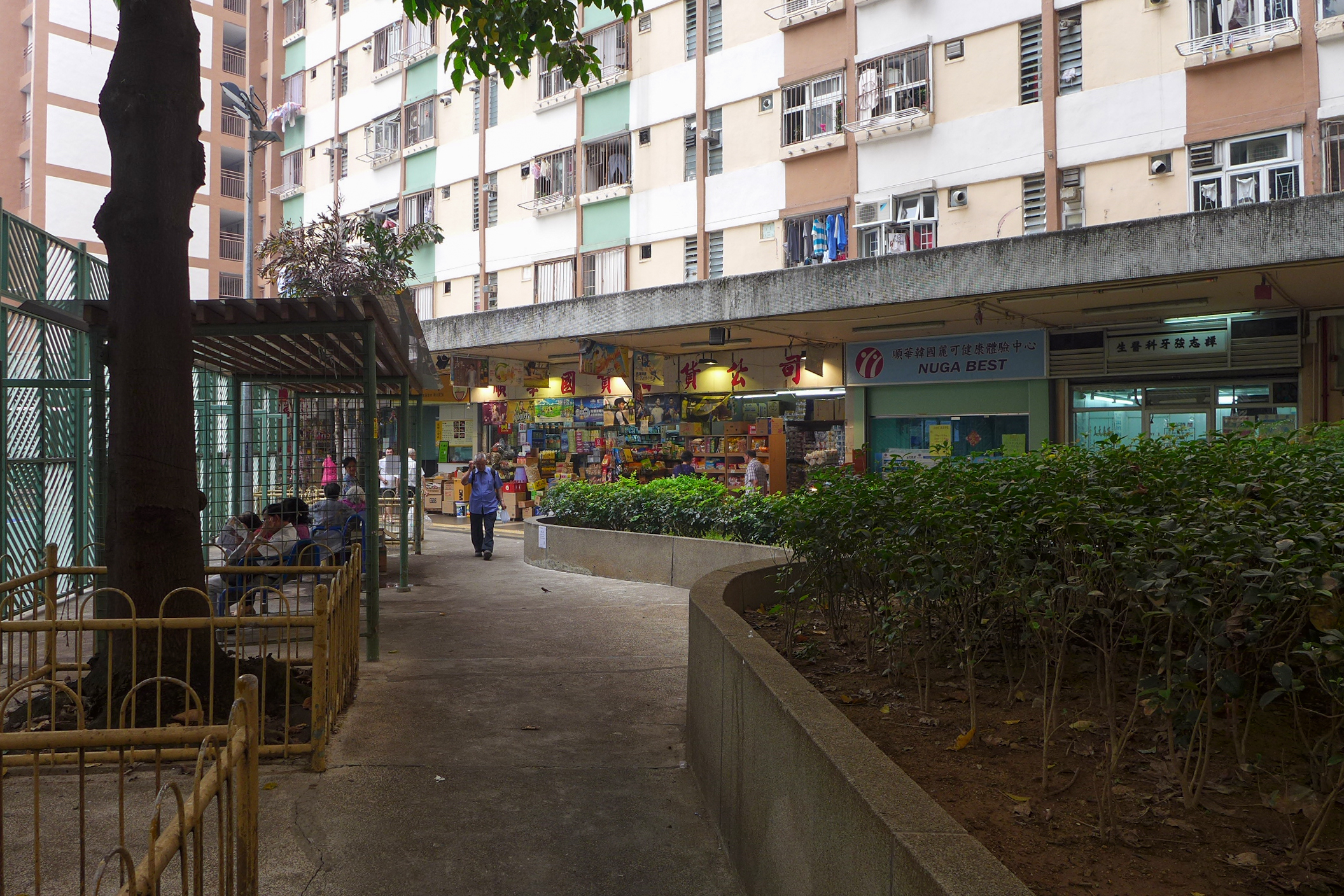
康泰樓地下商店（2017年5月）
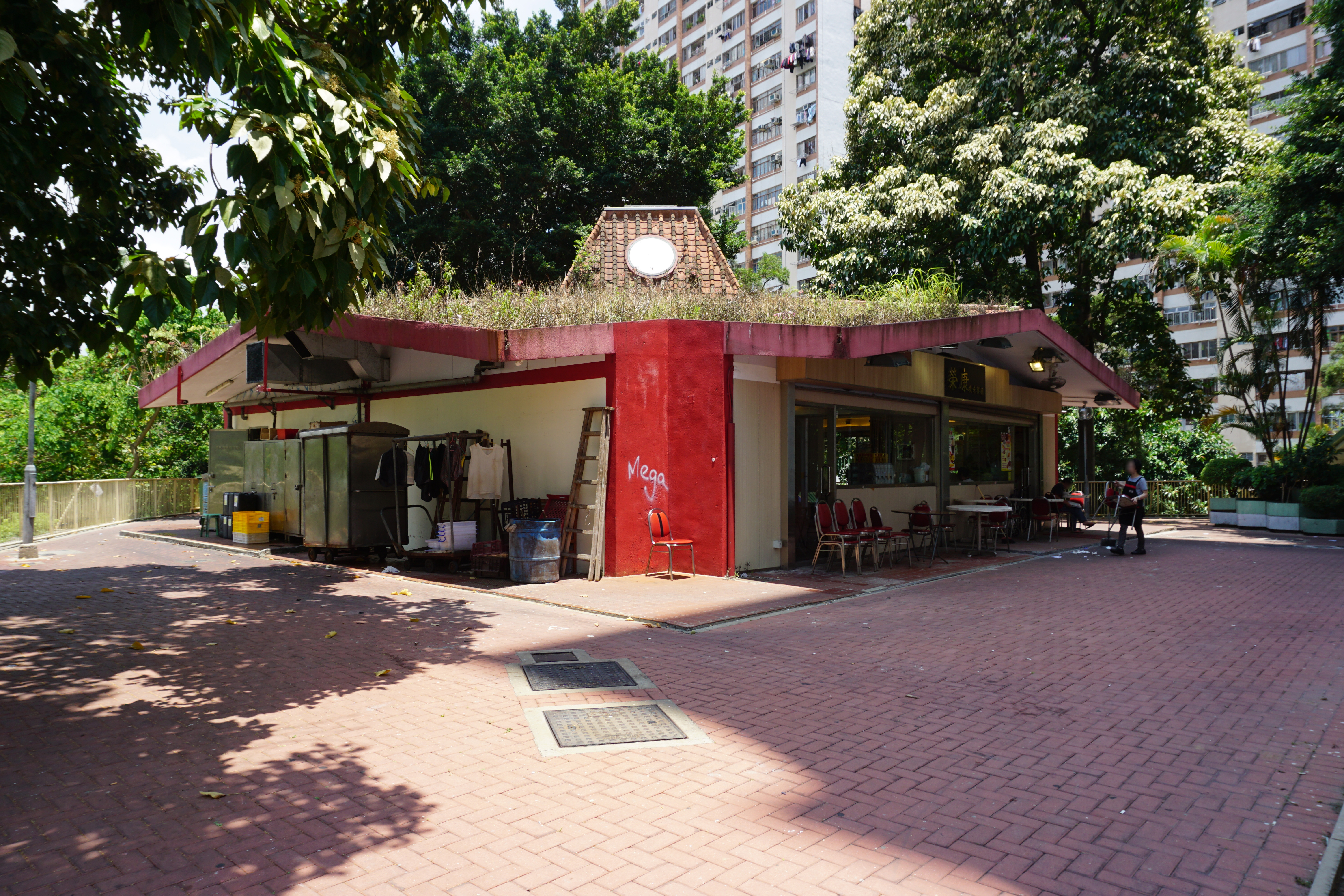
冬菇亭熟食檔
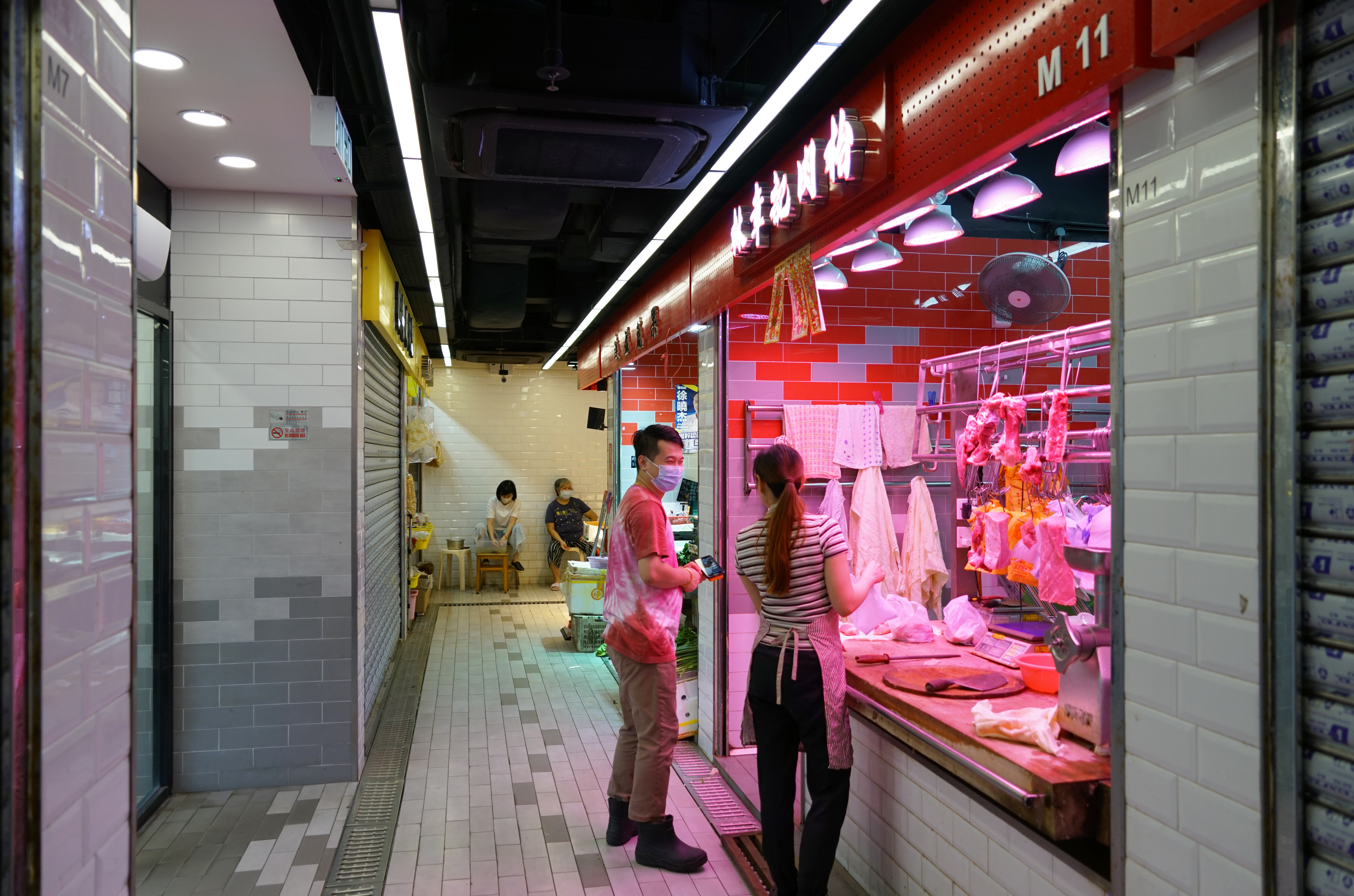
翻新後的長康市集肉檔
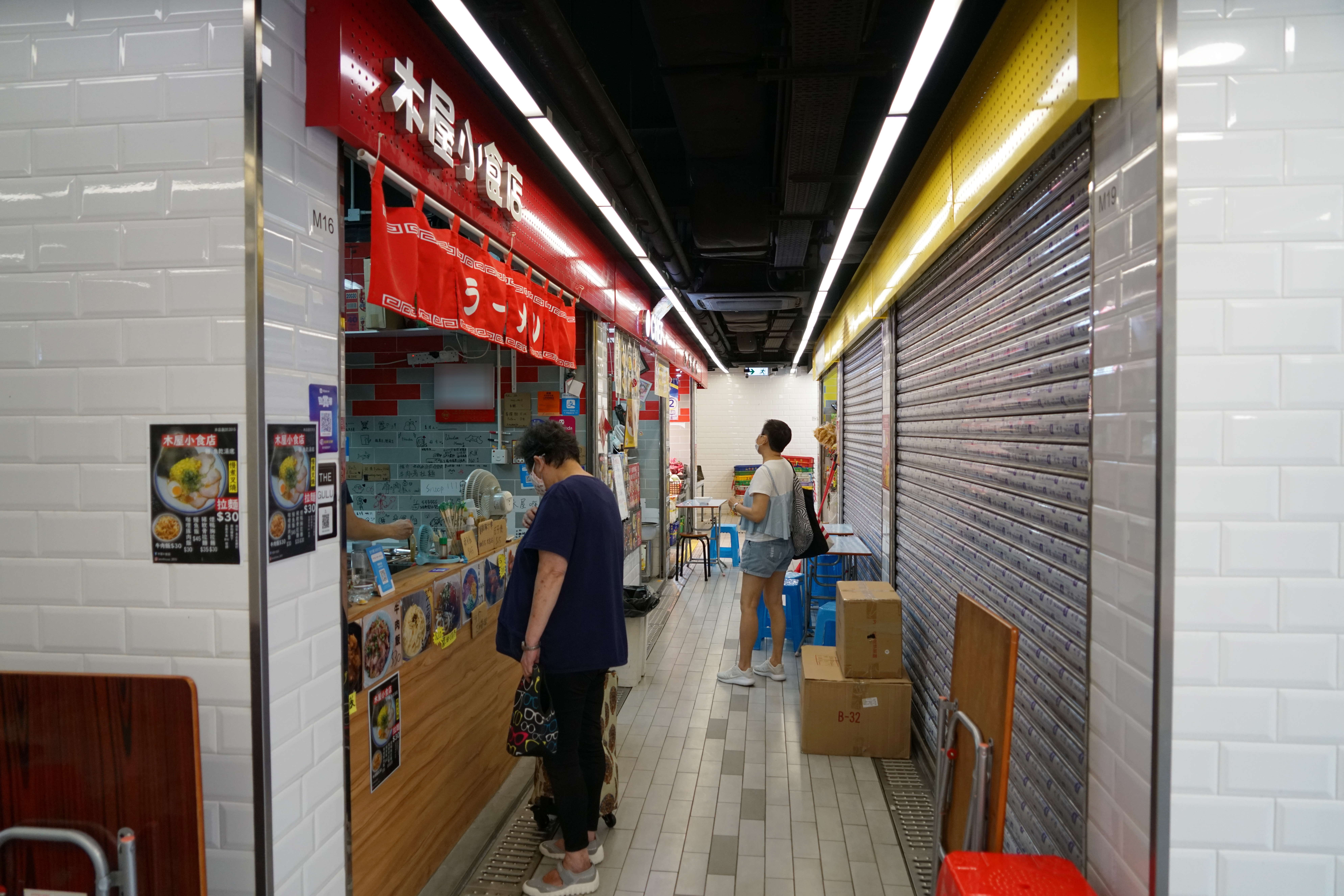
翻新後的長康市集小食店
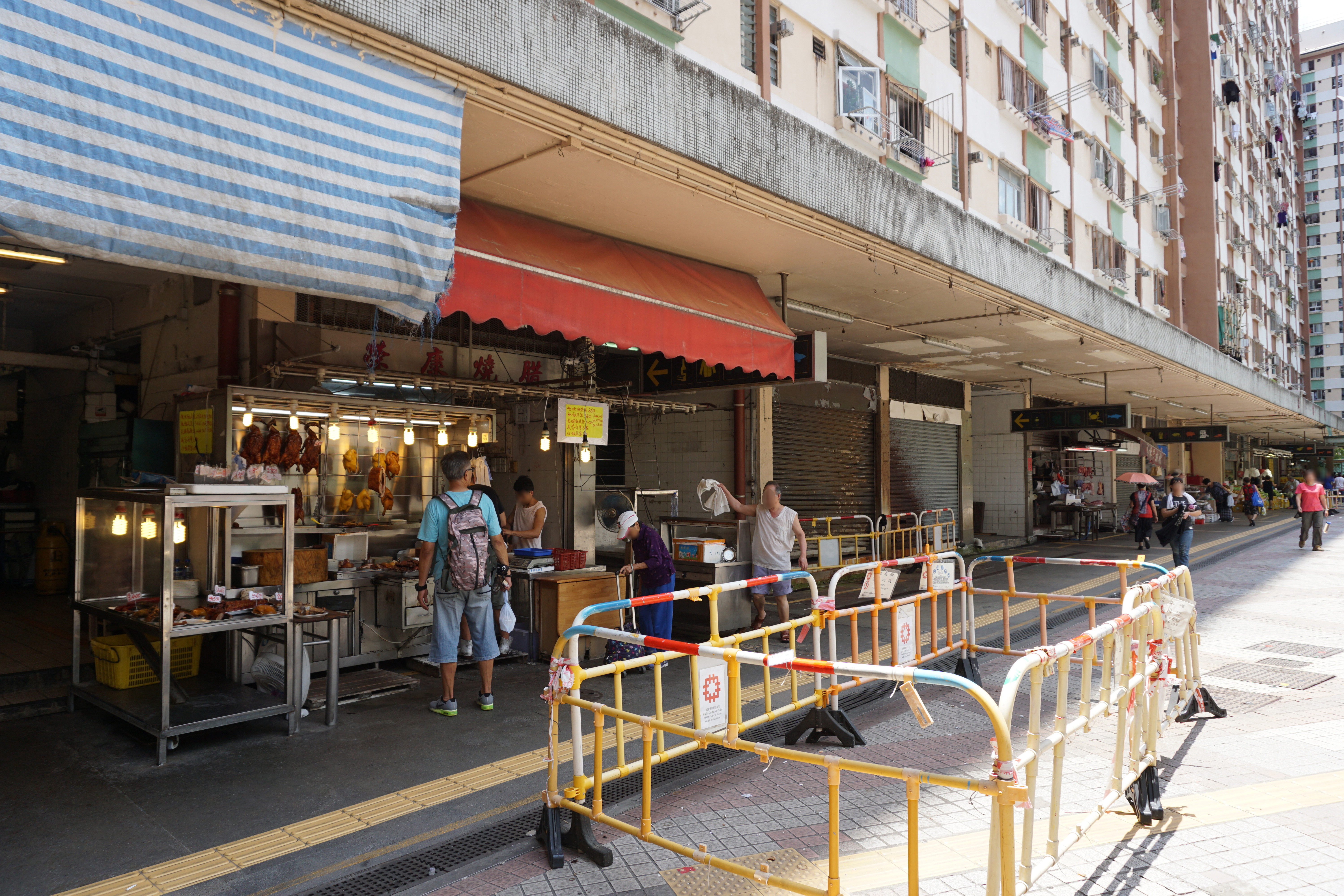
翻新前的長康第一街市
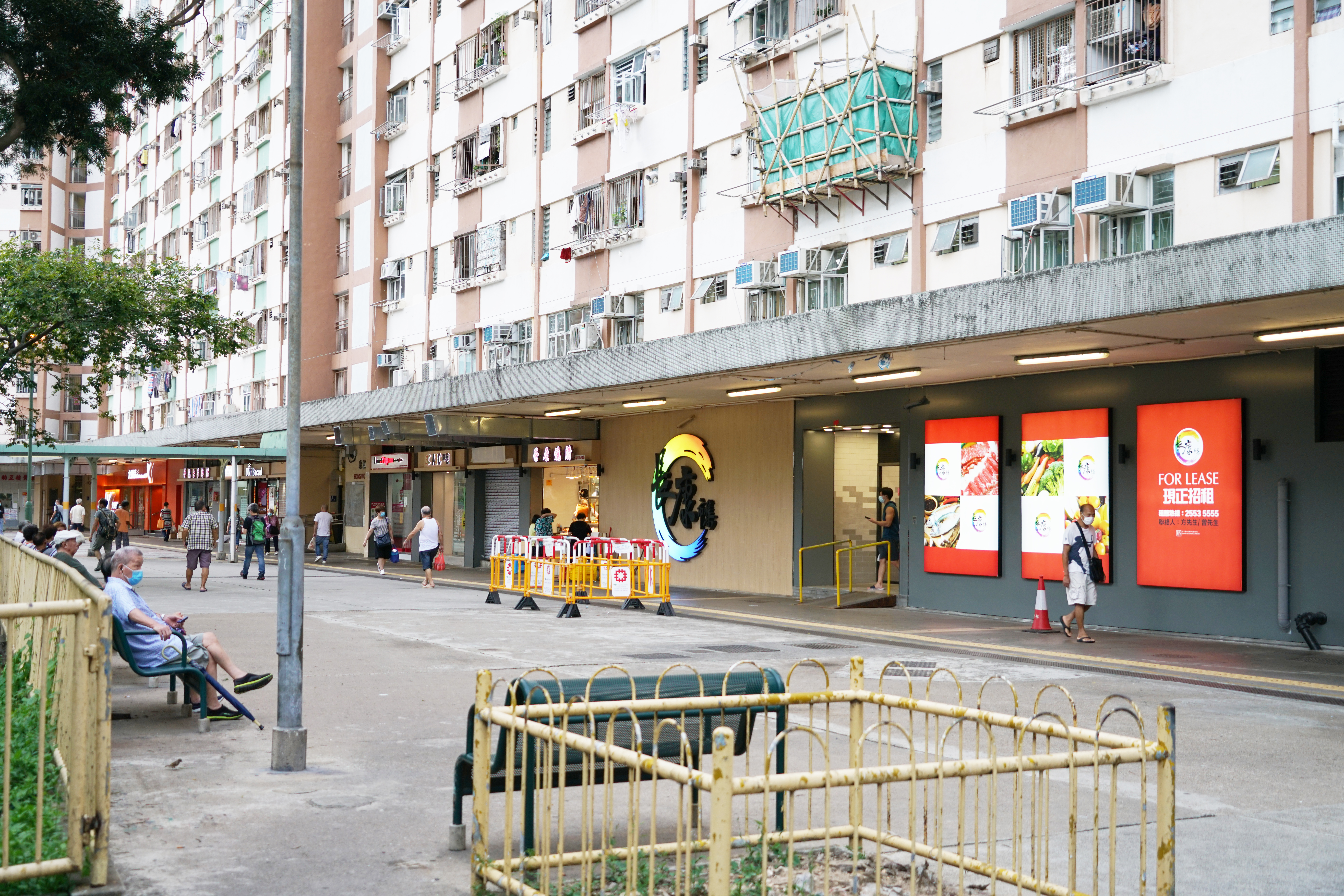
翻新後的康和樓地舖及長康市集外觀
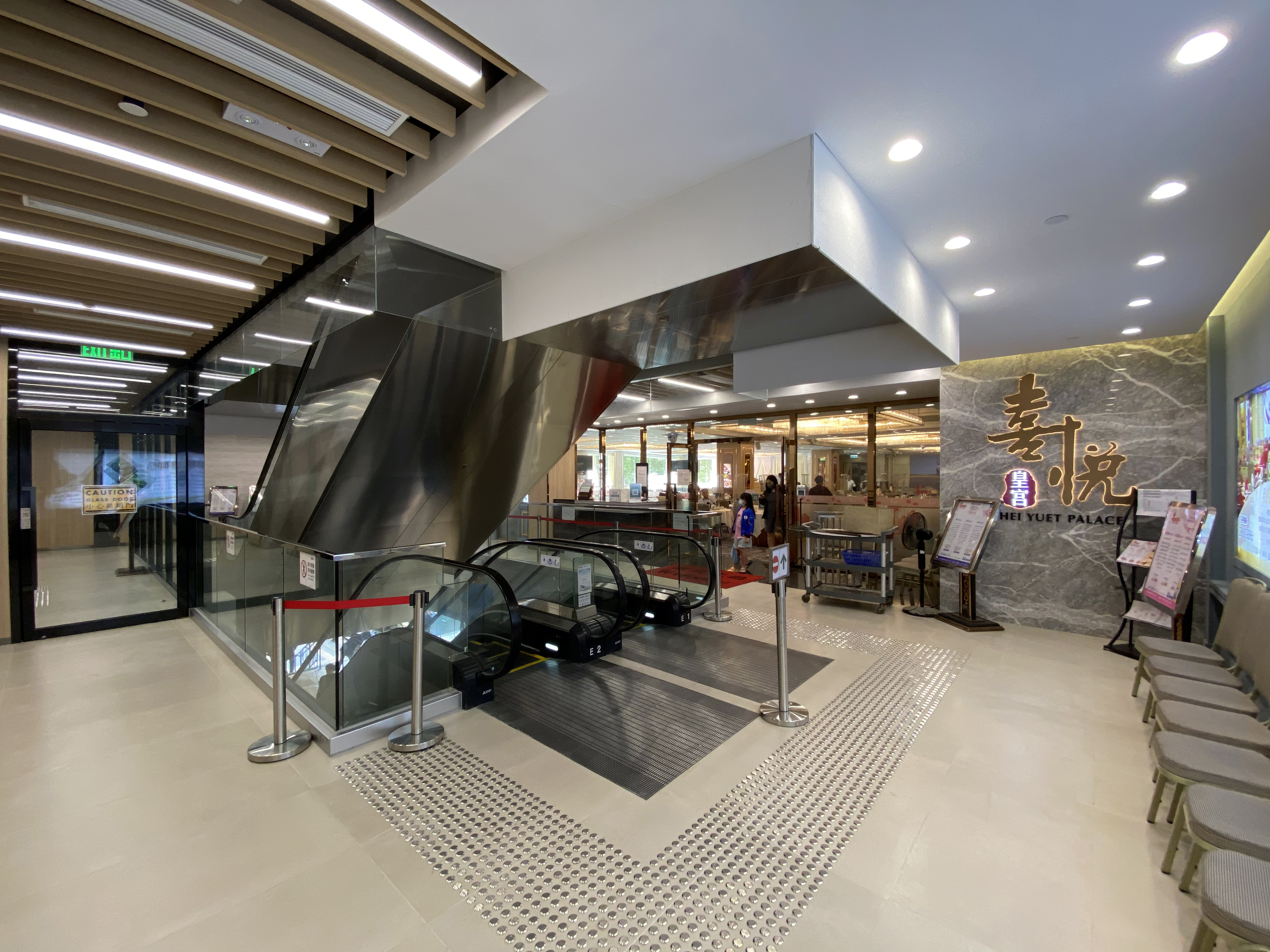
翻新後的1樓全層設酒樓，樓梯亦改為扶手電梯

#### 長康第二商場

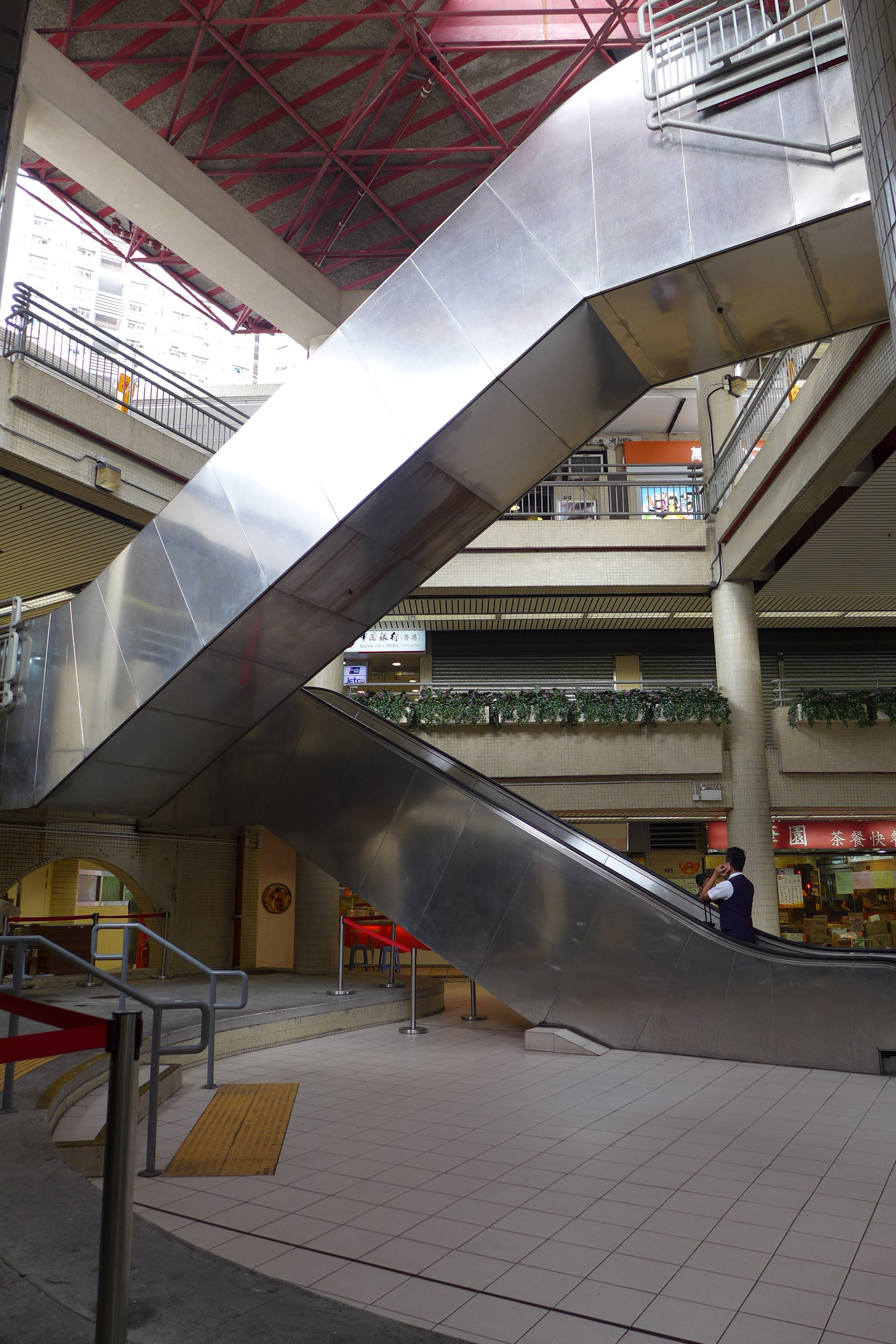
長康第二商場主座設有扶手電梯

長康第二商場分為主座及「康順樓及康美樓商場」兩部份，於1985年落成。兩座3樓設有出入口連接商場.主座租戶包括小食店、麵包西餅店、髮廊、中國銀行、萬寧、萬家便利超市已結業改由百佳超級市場取代、翠湖茶餐廳及青華酒樓已結業改由基督教宣道會青衣堂暨好鄰舍中心已結業改由華庭居安老取代。康順樓及康美樓商場環繞著長康第二街市，商戶以經營多年的民生小店為主，包括永發超級市場、德富興糧食雜貨公司、五金舖、藥行、祥興電業公司、祥發咖啡小食及金豐粉麵咖啡屋。不過商場有不少商店空置中。

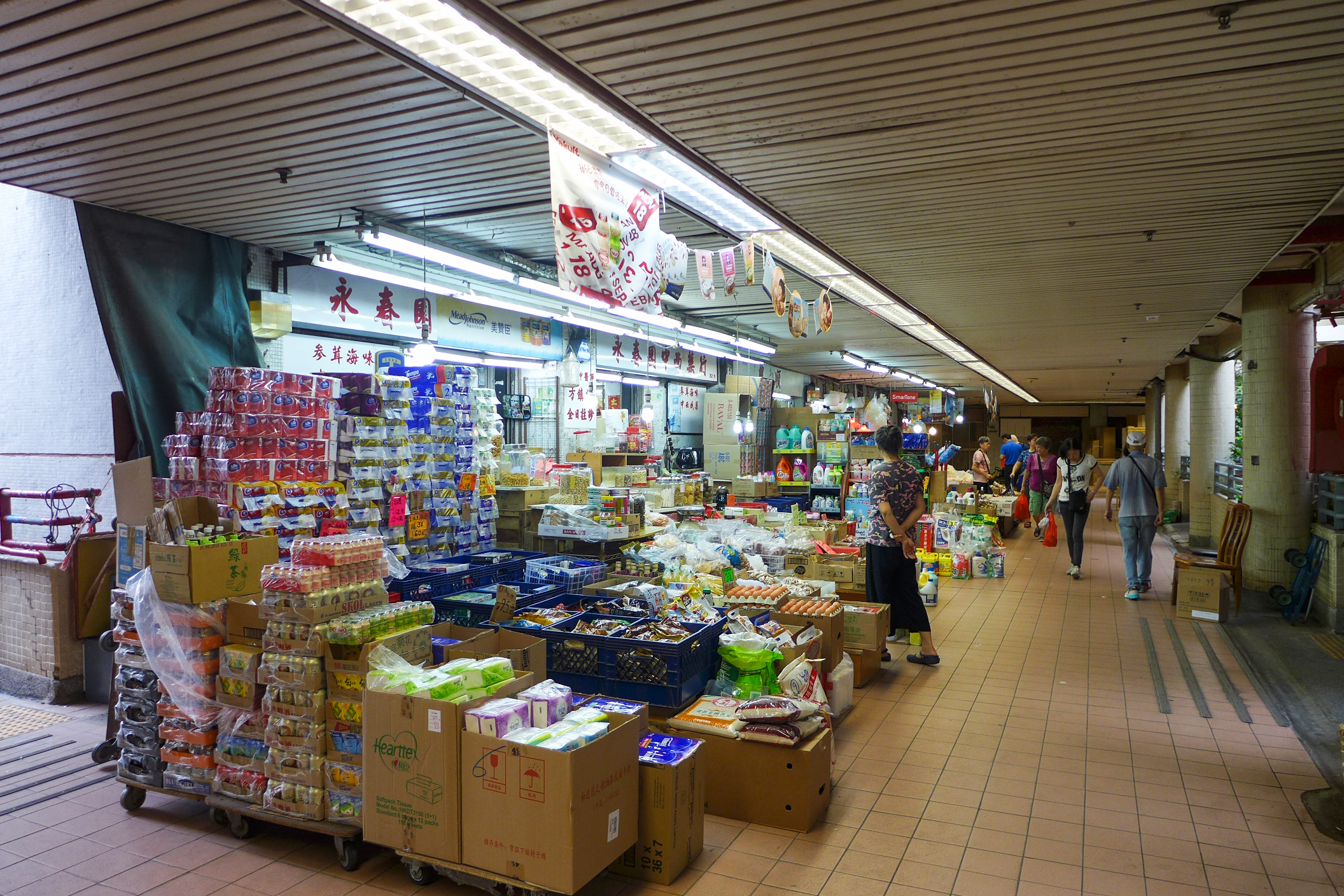
康順樓及康美樓商場
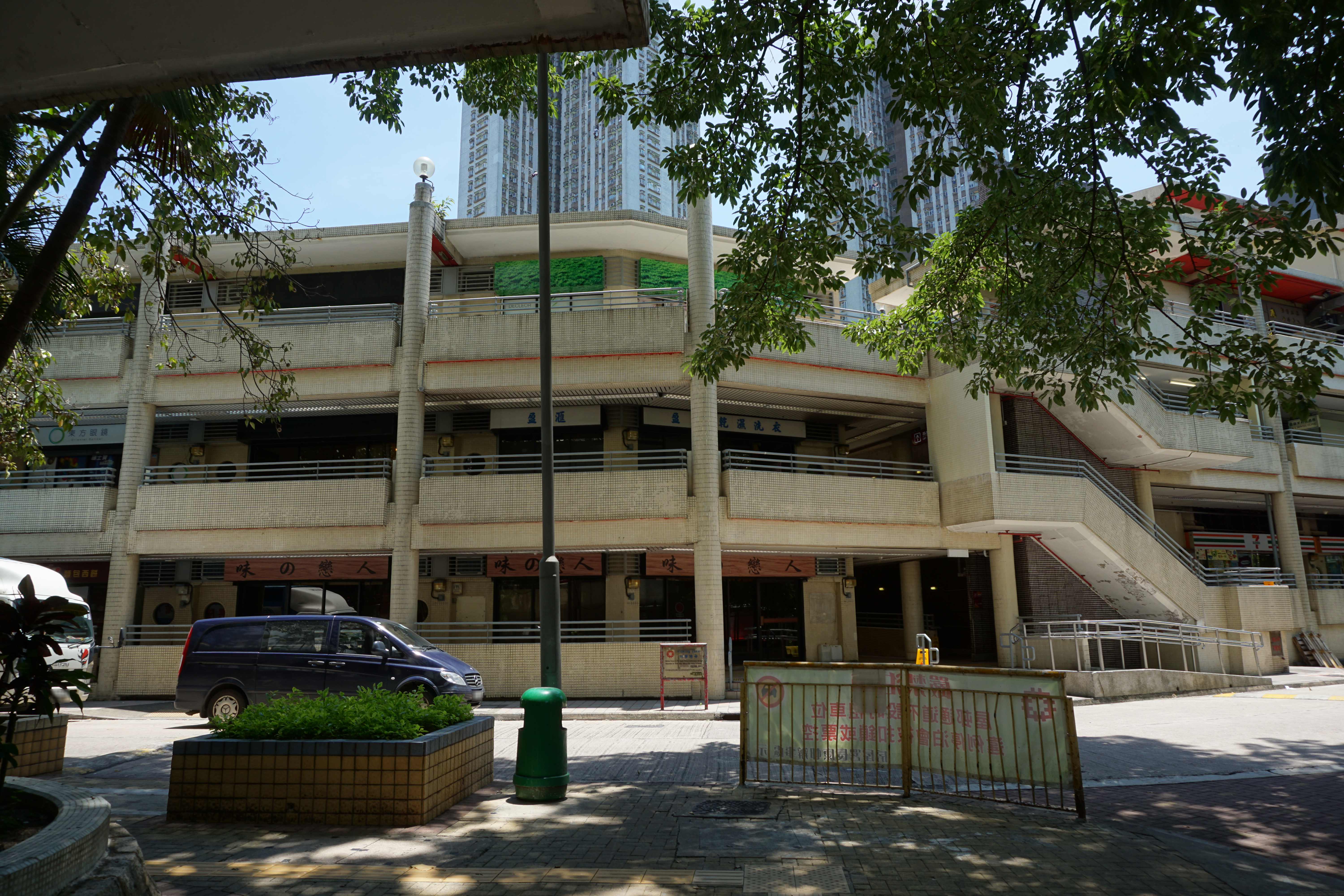
主座商場北面外貌
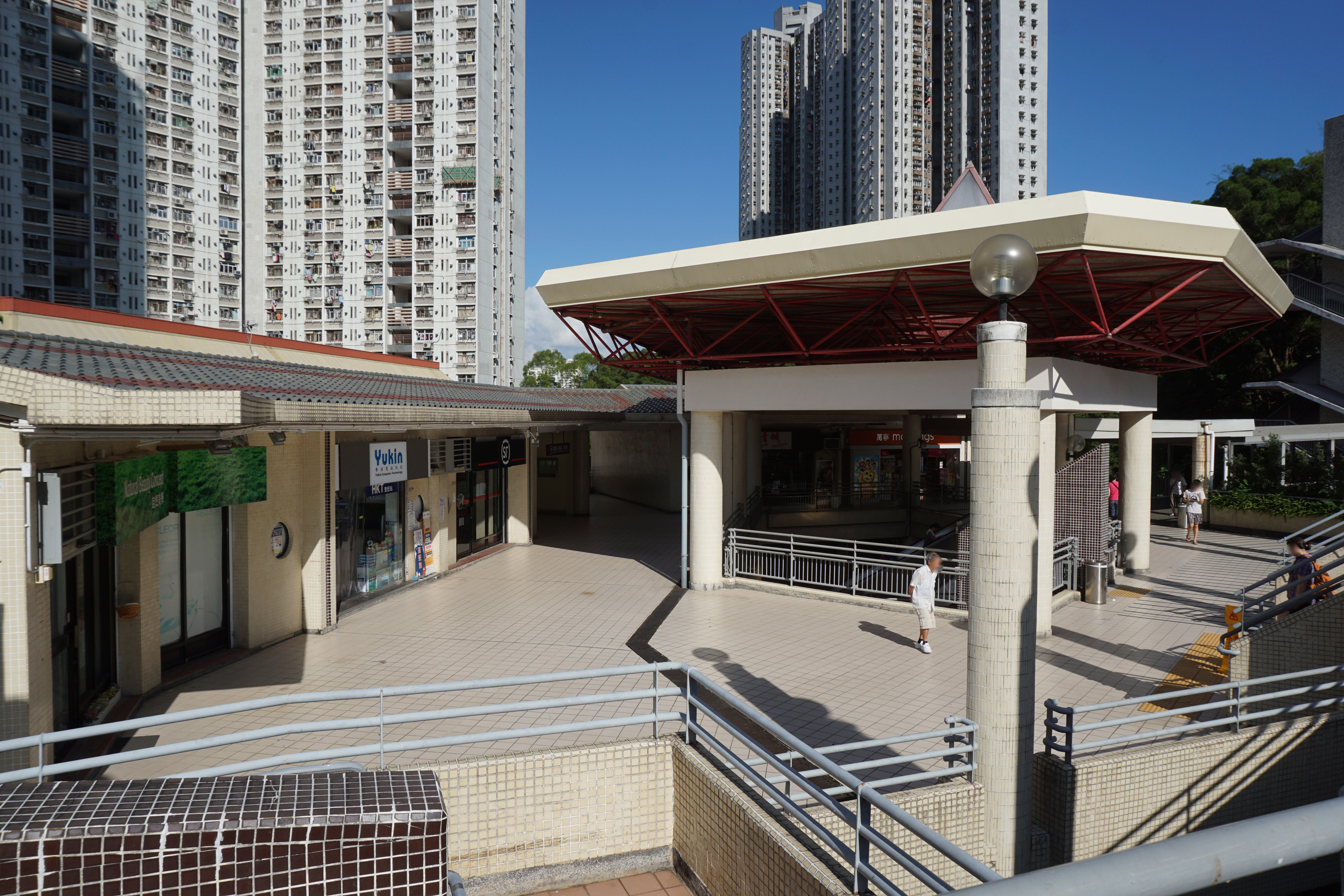
主座商場3樓平台東面
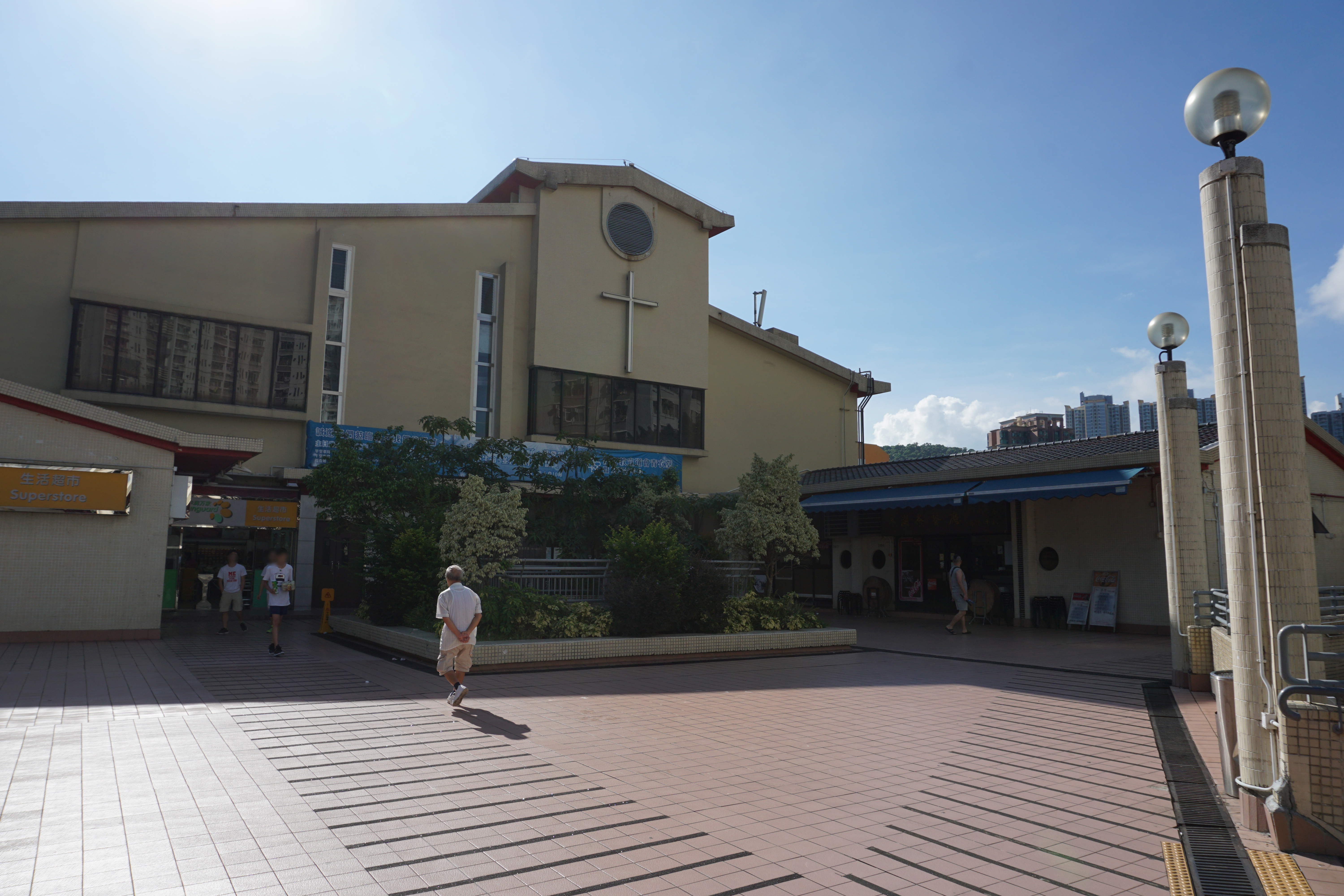
主座商場3樓平台西面
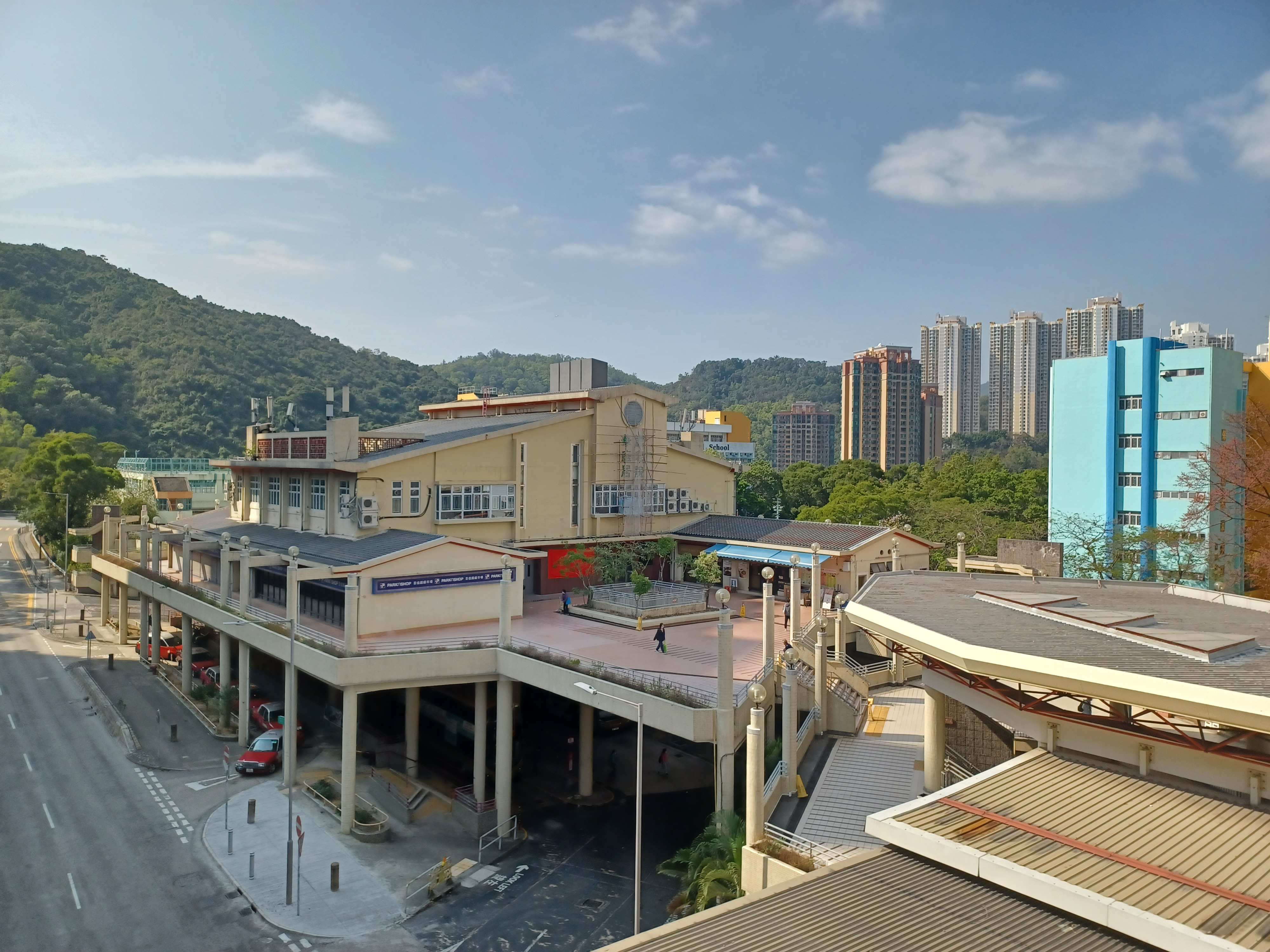
主座商場3樓平台西面（2023年2月）
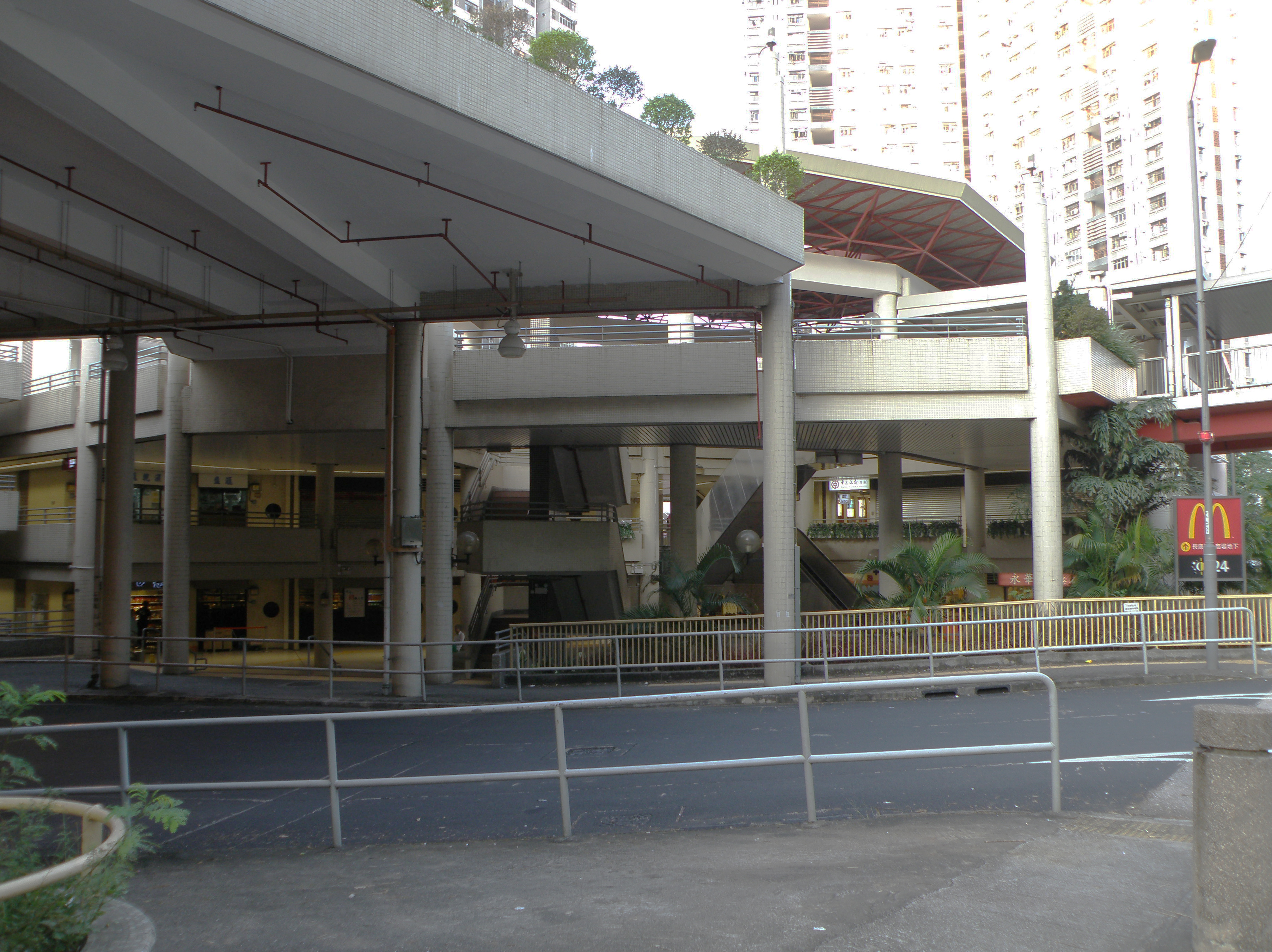
長康第二商場南面及中庭（2014年）
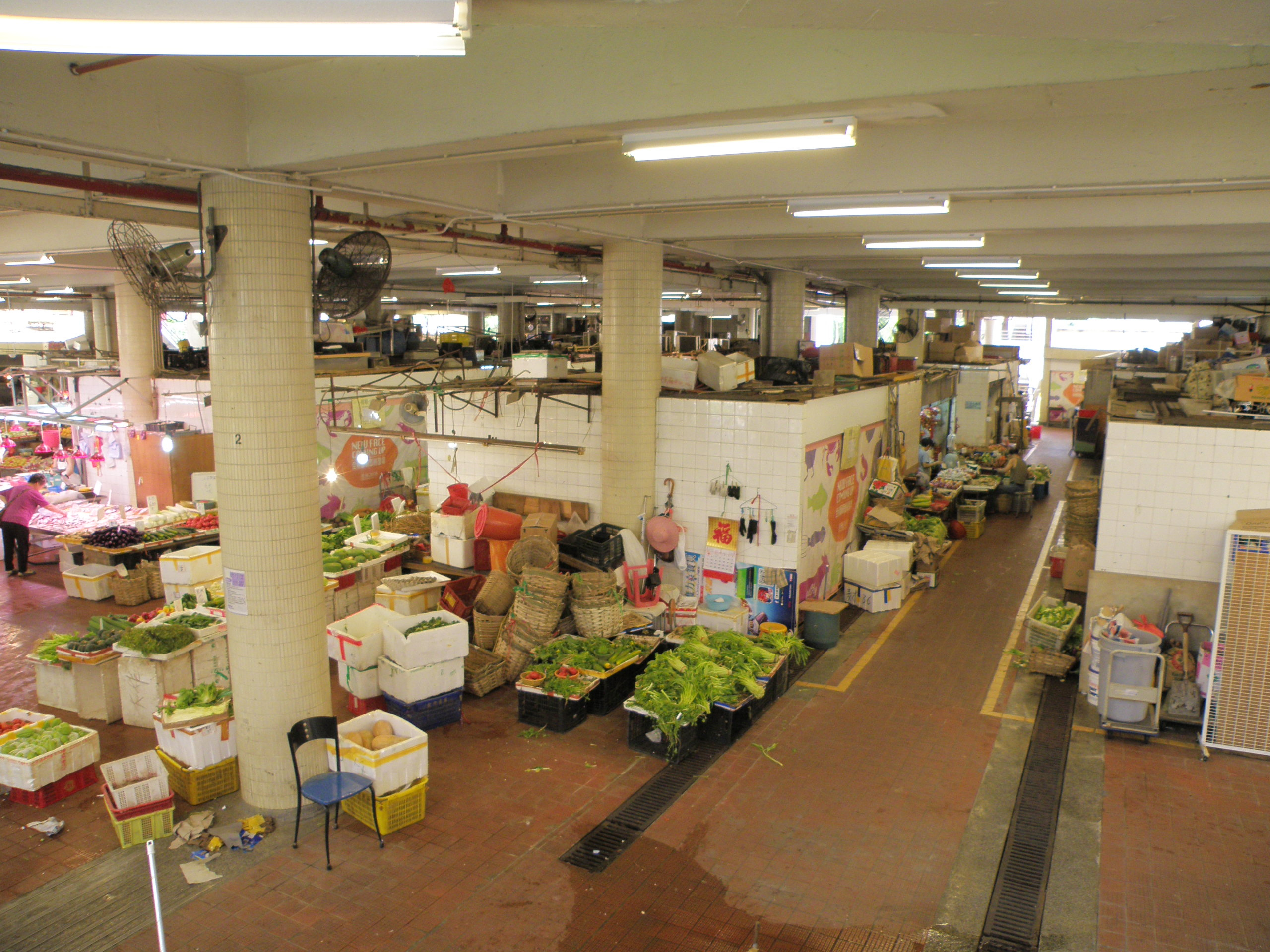
長康第二街市魚檔及菜檔
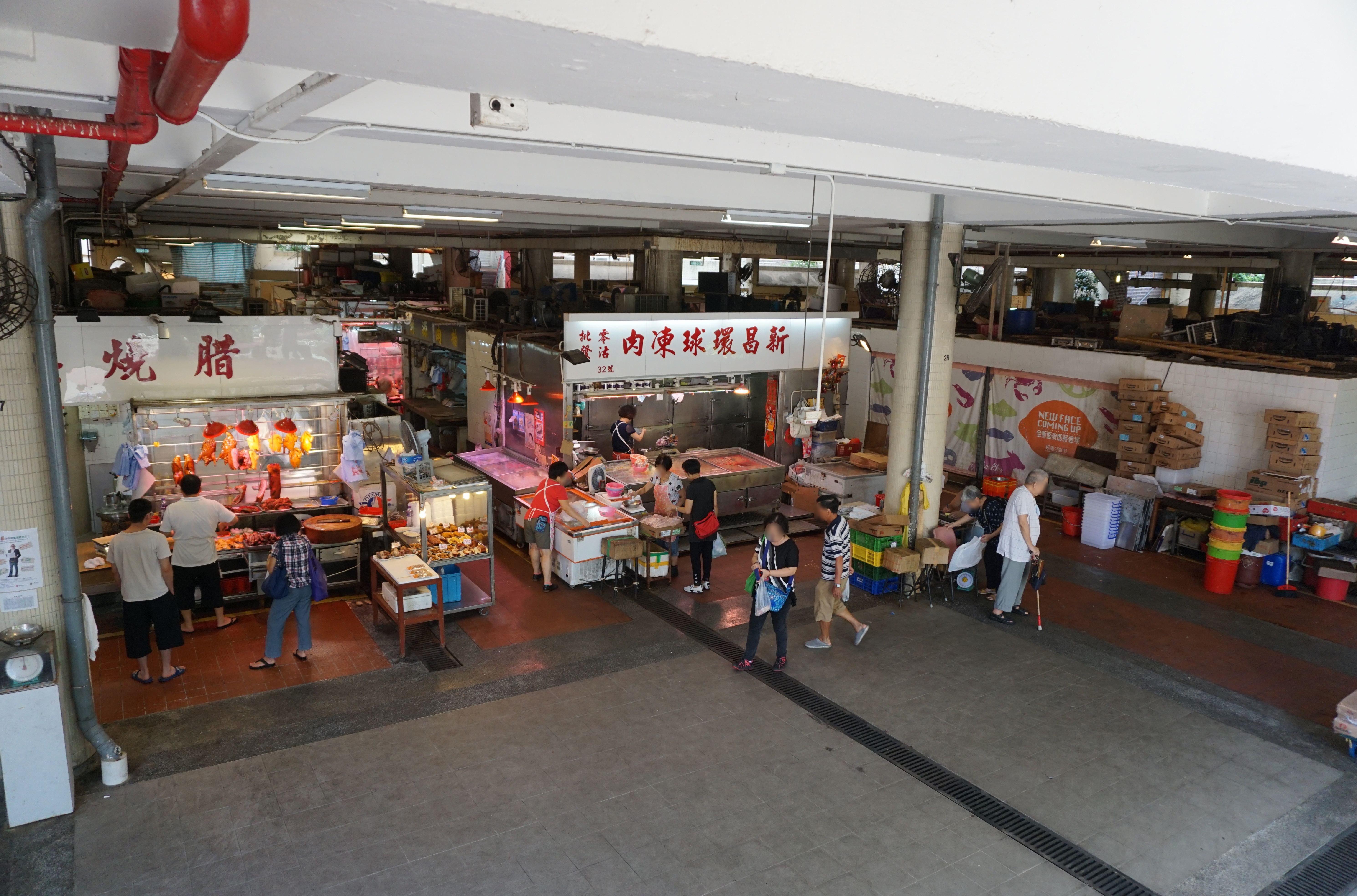
長康第二街市燒味檔及凍肉檔
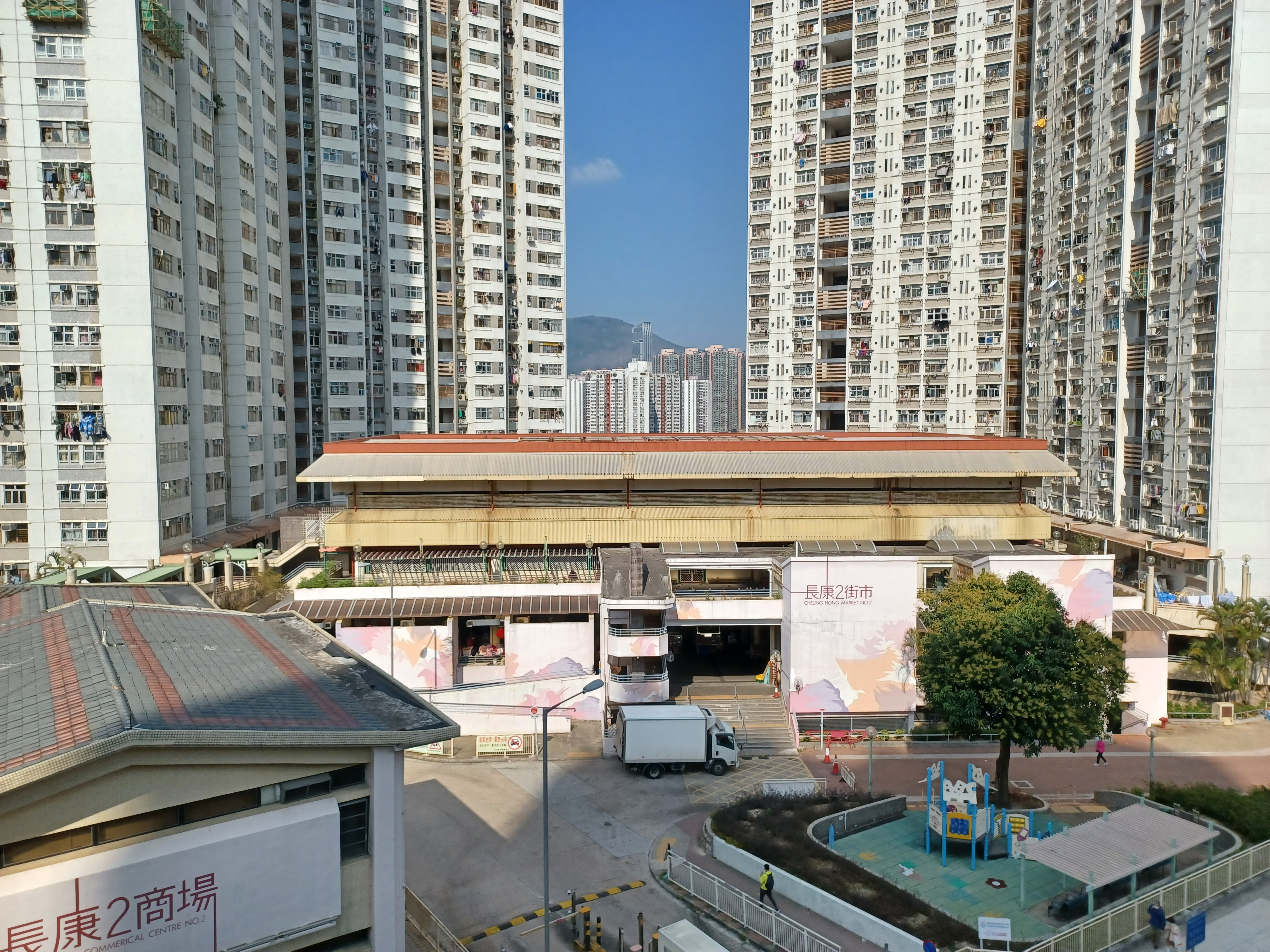
長康第二街市外觀

## 區議會議席分布
| 範圍／年度                                       | 2000-2003 | 2004-2007 | 2008-2011 | 2012-2015 | 2016-2019 | 2020-2023 | 2024-2027 |
| ------------------------------------------------ | --------- | --------- | --------- | --------- | --------- | --------- | --------- |
| 康榮樓、康華樓、康富樓、康貴樓、康和樓以及康泰樓 | 長康選區  | 長康選區  | 長康選區  | 長康選區  | 長康選區  | 長康選區  | 青衣選區  |
| 康平樓、康安樓以及康盛樓                         | 長康選區  | 長康選區  | 長康選區  | 長康選區  | 盛康選區  | 盛康選區  | 青衣選區  |
| 康豐樓、康祥樓、康順樓、康美樓以及青盛苑         | 盛康選區  | 盛康選區  | 盛康選區  | 盛康選區  | 盛康選區  | 盛康選區  | 青衣選區  |

## 相關事件

### 爆發新型冠狀病毒

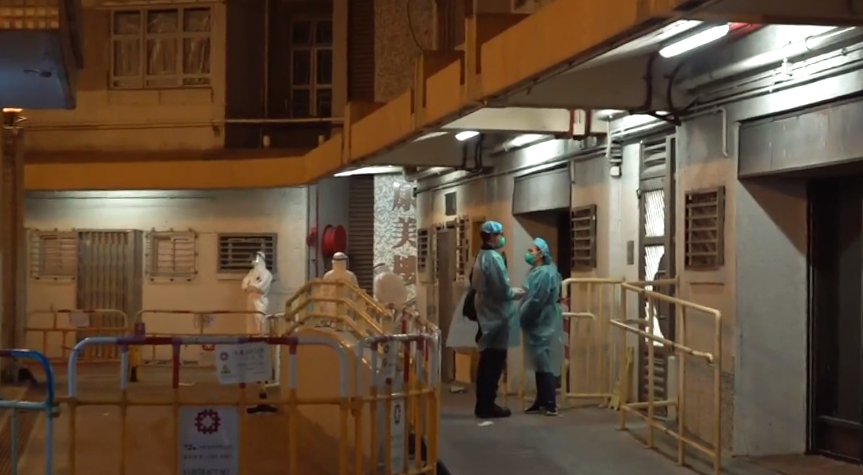
戴上保護衣的警員在康美樓入口戒備

在新型冠狀病毒在香港爆發期間，居於該邨康美樓A1307室的75歲男子在2020年1月30日率先確診新型冠狀病毒肺炎，接著在2月10日，居於低層的A307室，亦有62歲女子確診新冠肺炎，其兒子及媳婦亦於翌日確診。由於07室單位共用同一條糞渠，但室內的排氣管無密封，不排除因此散播病毒，令樓上傳染樓下。為免沙士事件淘大花園集體感染病毒的事件重現，政府在2月11日深夜凌晨零時決定緊急疏散康美樓與患者住在A07室的100多名居民，到凌晨3時安排小巴前往北潭涌麥理浩夫人度假村、西貢保良局北潭涌度假營、鯉魚門度假村及美孚翠雅山房隔離營。其中5名居民有病徵，需送院隔離治療。
到2月11日，政府官方社交平台「添馬台」公佈307室曾更換坐廁，而排氣管切斷後未有妥善密封，而出現漏氣問題。而上層1307室患者的單位坐廁沒改裝。房屋署助理署長（屋邨管理）陸慶全表示原有污水系統設計是無問題，U型隔氣管設計亦良好，故此事件不是淘大花園的翻版，他呼籲居民如果要改裝，需諮詢房屋署辦事處。而涉事單位的改裝屬違反《建築物條例》，會要求相關住戶還原排氣管。
到2月15日，全部101名A07單位的居民樣本對病毒呈陰性反應，在中午乘坐政府安排的旅遊巴由隔離營返回居所。葵青民政事務處職員在大門外向住戶派發抗疫用品。房屋署亦已檢查所有A07單位的渠管，發現小部分曾被改動，也被修正。

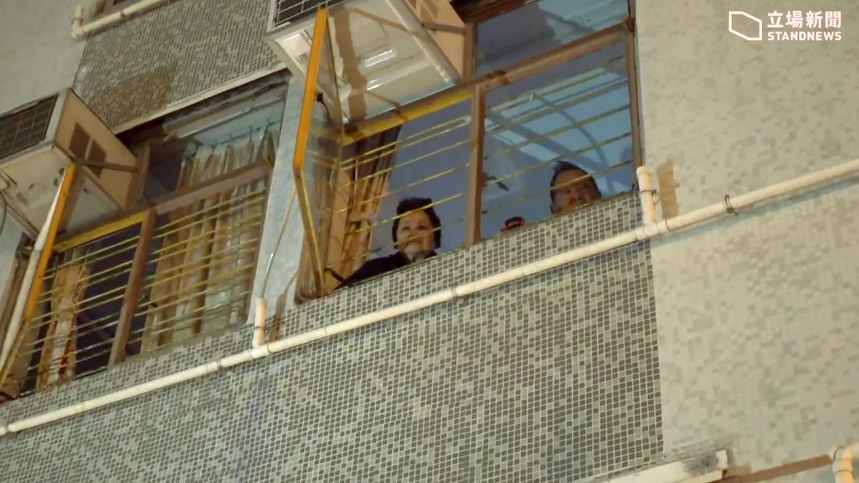
低層07戶的街坊接受媒體訪問
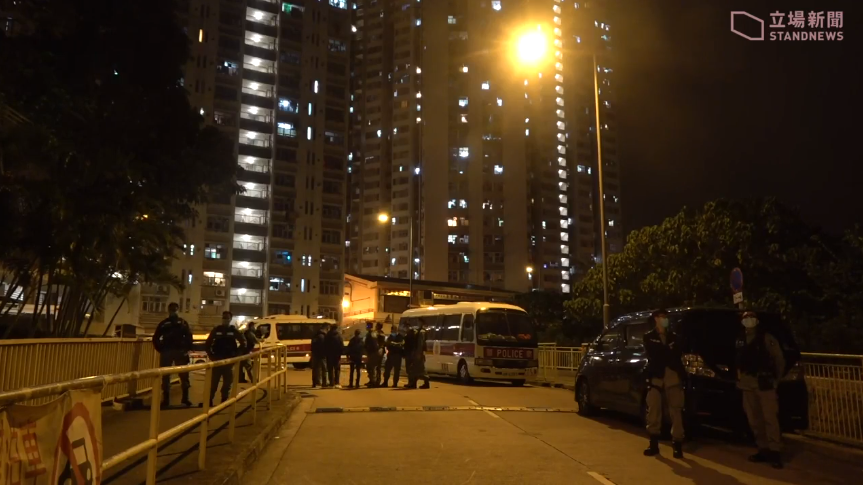
防暴警察在屋邨入口戒備
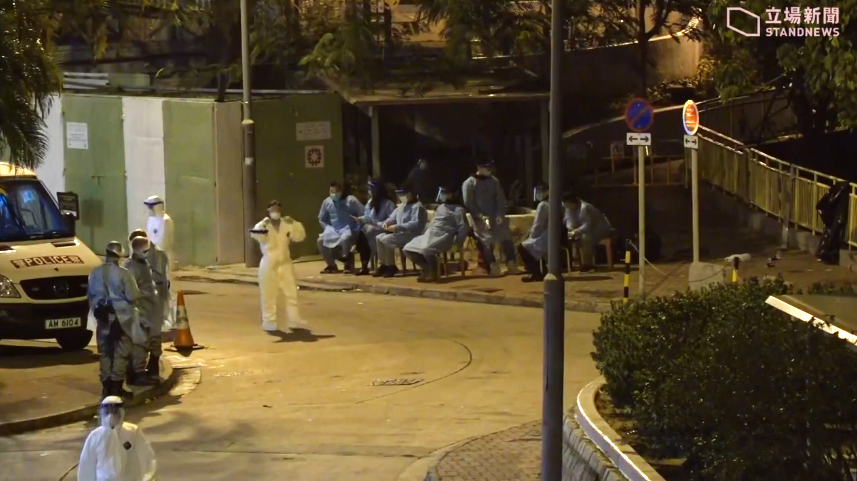
部分警員換上高規格的全套PPE防護裝備，但右方的另一批警員只配備較低規格的藍色保護衣
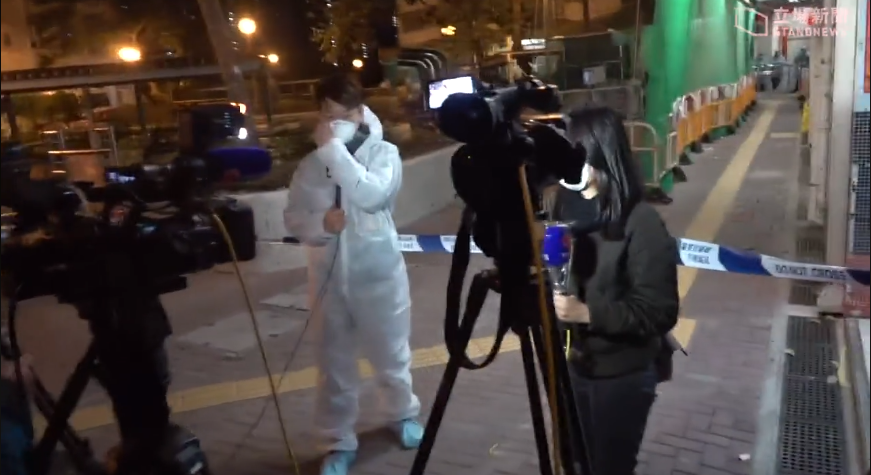
now新聞台的記者戴上防護裝備，唯右方的有線新聞記者只配帶口罩
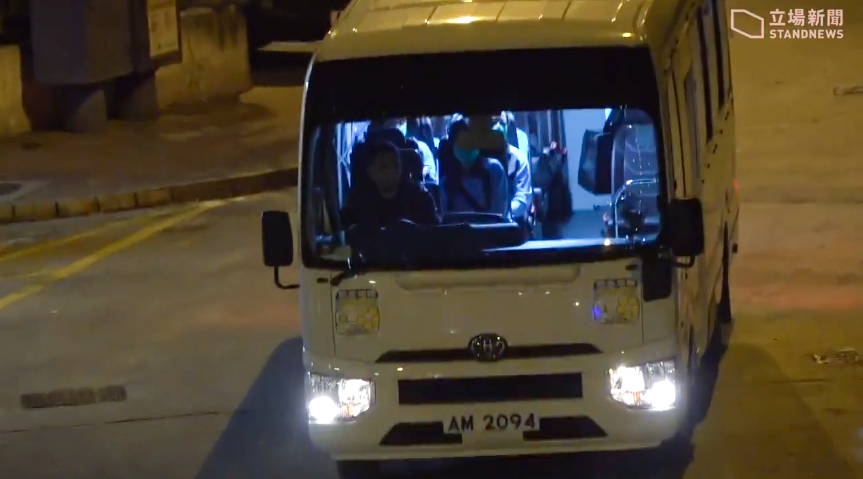
凌晨3時，載有康美樓居民小巴前往隔離營

## 外部連結
- 房委會物業位置及資料 長康邨
- 房委會物業位置及資料 青盛苑